# Distrito de Brčko

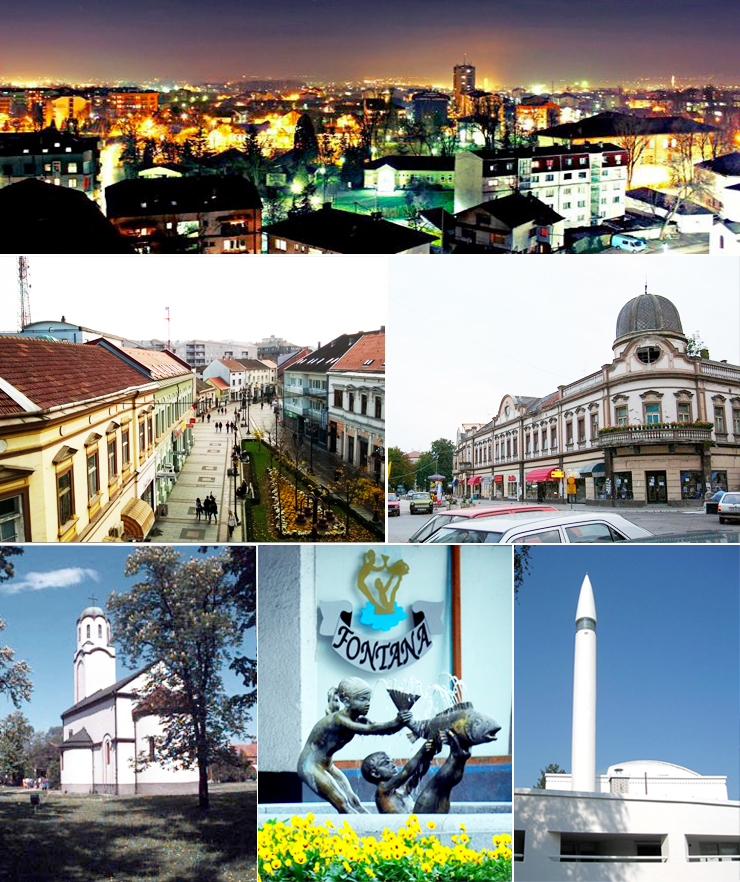
Brčko

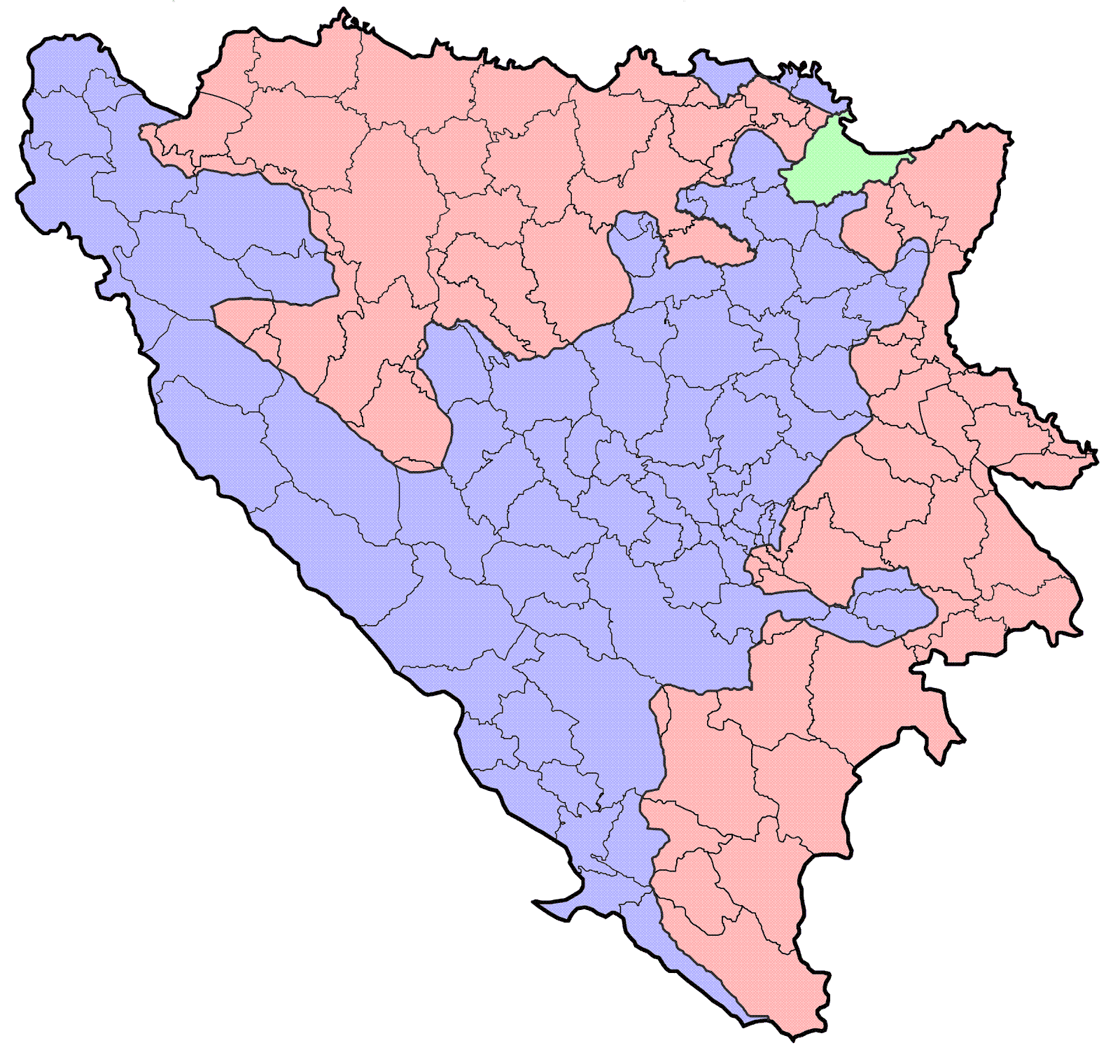
O Distrito de Brčko ocupa o território em verde na imagem, a Federação da Bósnia e Herzegovina o território em azul e em vermelho a República Sérvia da Bósnia.

bandeira

escudo

Mapa

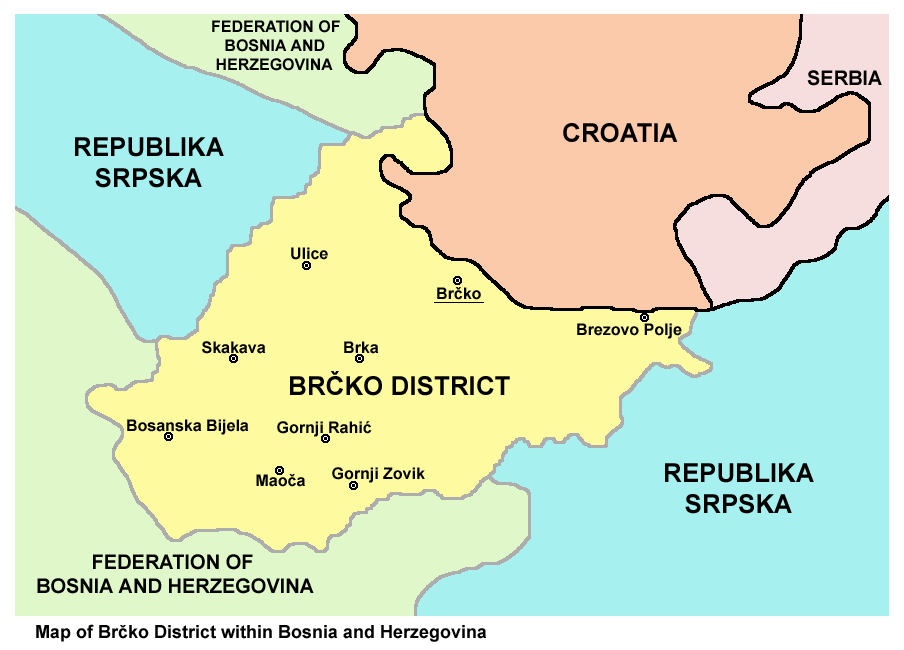
Mapa geo-administrativo do distrito de Brcko.

Limites de Dayton antes da formação do distrito de Brčko

O distrito de Brčko (Brčko Distrikt em bósnio e croata e Брчко Дистрикт em sérvio) é um território integrante da República da Bósnia e Herzegovina em regime de condomínio. O distrito possui uma área de 208 km² com uma população total de aproximadamente 87.332 habitantes (estimativa 2007). A sua capital é a cidade de Brčko, com cerca de 31.500 habitantes (estimativa 2007).

## História
O Distrito de Brčko foi estabelecido após um processo de arbitragem conduzido pelo Alto Representante da ONU para a Bósnia e Herzegovina. Nos Acordos de Paz de Dayton, no entanto, o processo só poderia arbitrar a disputa sobre a linha de fronteira entre as entidades (fronteira). O distrito de Brčko foi formado por todo o território do antigo município de Brčko, do qual 48% (incluindo a cidade de Brčko) estava na Republika Srpska, enquanto 52% estava na Federação da Bósnia e Herzegovina. Após a guerra, a União Européia manteve uma presença diplomática para manter a paz na área.
Em 2006, sob a Ordem da Missão de Monitoramento da ONU, toda a "legislação sobre a Entidade no Distrito de Brčko e na Linha de Fronteira" foi abolida. A resolução proferida pela Supervisora de Brčko Susan Johnson remove todas as leis das entidades federais da Bósnia-Herzegovina no Distrito, e também remove a Linha de Fronteira. A decisão torna as leis do Distrito e as Leis do Estado da Bósnia e Herzegovina (incluindo as leis da República Socialista da Bósnia e Herzegovina) princípios jurídicos básicos dentro do Distrito.
Brčko foi o único elemento do Acordo de Paz de Dayton que não foi finalizado. O acordo de arbitragem foi finalizado em abril de 1996, resultando em um "distrito" como mencionado acima, a ser administrado pela representação internacional, na pessoa de um embaixador nomeado por uma missão da OSCE.
O primeiro representante da OSCE para o distrito de Brčko chegou em junho de 1996. Antes desta data, a Organização para Segurança e Cooperação na Europa (OSCE) tinha de um modesto escritório de representação, inicialmente dirigido por Randolph Hampton. Nesse intervalo, antes que o distrito de Brčko pudesse ser representado conforme estipulado pelos acordos pós-arbitrários, foram realizadas eleições locais e fornecidos pacotes de ajuda humanitária, com a cooperação das agências USAID e ECHO. O distrito era conhecido como um centro de diferentes programas internacionais para sua reconstrução e da Bósnia-Herzegovina, todos dirigidos principalmente por governos estrangeiros, particularmente os Estados Unidos.
El área fue inicialmente administrada por la comunidad internacional. El distrito de Brčko se estableció oficialmente el 8 de marzo de 2000, después de que quedó claro que las dos entidades no podían ponerse de acuerdo sobre qué área debería asignarse a cada lado. El gobierno está compuesto por partes iguales de los tres grupos étnicos. Además de su propia administración, la región obtuvo su propia oficina de correos, legislación fiscal y policía.
Hasta agosto de 2012, los funcionarios elegidos localmente fueron asistidos por un supervisor internacional. El supervisor estaba investido de amplios poderes, incluido el poder de anunciar decisiones vinculantes. Se le encargó facilitar el regreso de los refugiados, promover un gobierno democrático y multiétnico y reactivar la economía. La OSCE y la EUFOR mantuvieron su presencia en el distrito tras la suspensión de la supervisión y la delegación de la Unión Europea estableció una oficina en Brčko. El mandato del Alto Representante se mantuvo sin cambios.

## Estatuto na Federação
O distrito de Brčko, embora teoricamente seja administrado por ambas as entidades federadas bósnias, é na prática uma terceira entidade da República da Bósnia e Herzegovina, tendo os mesmos direitos da República Sérvia da Bósnia e da Federação da Bósnia e Hezergovina.
Brčko está sob administração direta da Federação, porém o distrito é considerado como território livre, ou seja, sob administração de ambas as entidades federadas, ou ainda como território comum das mesmas, na forma de condomínio.

## Fronteiras
Brčko faz fronteira a sul e a noroeste com a Federação da Bósnia e Herzegovina, a leste e a oeste com a República Sérvia da Bósnia, a norte com a República da Croácia e a nordeste com a República da Sérvia.

## População
1971
A população era de 74 771 habitantes, assim distribuídos:
- Bosniak - 30 181 (40,36%)
- Croats - 24 925 (33,33%)
- Sérvios - 1086 (1,45%)
- iugoslavos 5 %
- Outros - 870 (1,18%)

1991
Antes da guerra, o município de Brčko tinha 87 332 habitantes, incluindo:
- Bosniaks - 45 %
- Croatas - 25 %
- Sérvios - 21 %
- iugoslavos 6 %
- Outros - 3%

1997
A população do território do distrito é de 33 623 habitantes, incluindo:
- Bosniak - 10 569 (31,39%)
- Croatas - 2650 (7,81%)
- Sérvios - 18 193 (52,09 %)
- iugoslavos 5 %
- Outros - 0,4%

Não há um censo oficial desde 1991, então alguns dos dados relatados aqui são apenas estimativas.
2006
A população do distrito foi estimada em 78 863 pessoas, assim distribuídas:
- Bosniak - 32 332 (43,95%)
- Croatas - 7919 (11,50%)
- Sérvios - 38 618 (46,55%)

2013
- Bosniak - 35.381 (42,36%)
- Sérvios - 28.884 (34,58%)
- Croatas - 17.252 (20,66%)

outras nacionalidades - 1.899 (2,28%)
censo de 1961

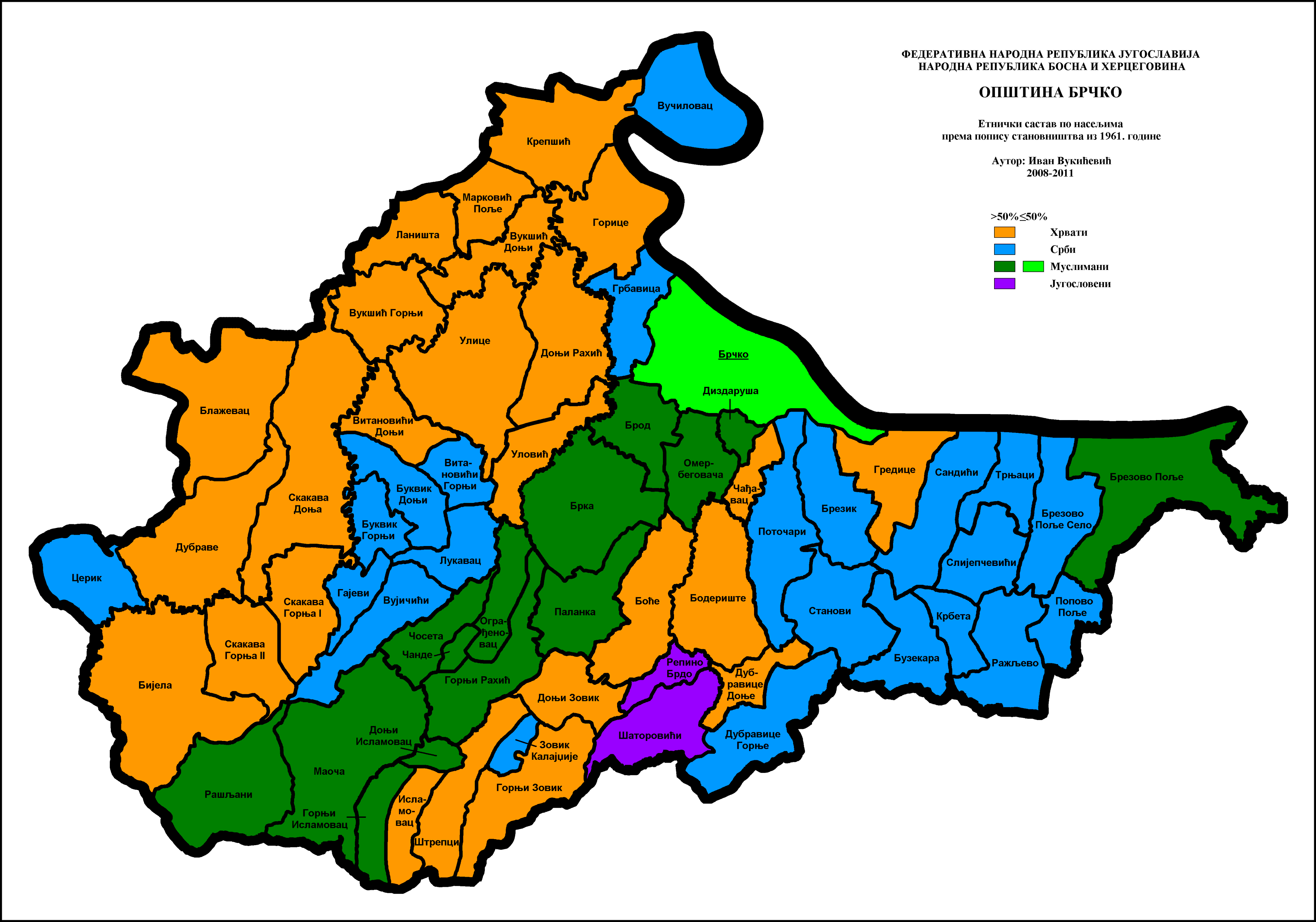
Brčko estrutura étnica por assentamentos 1961
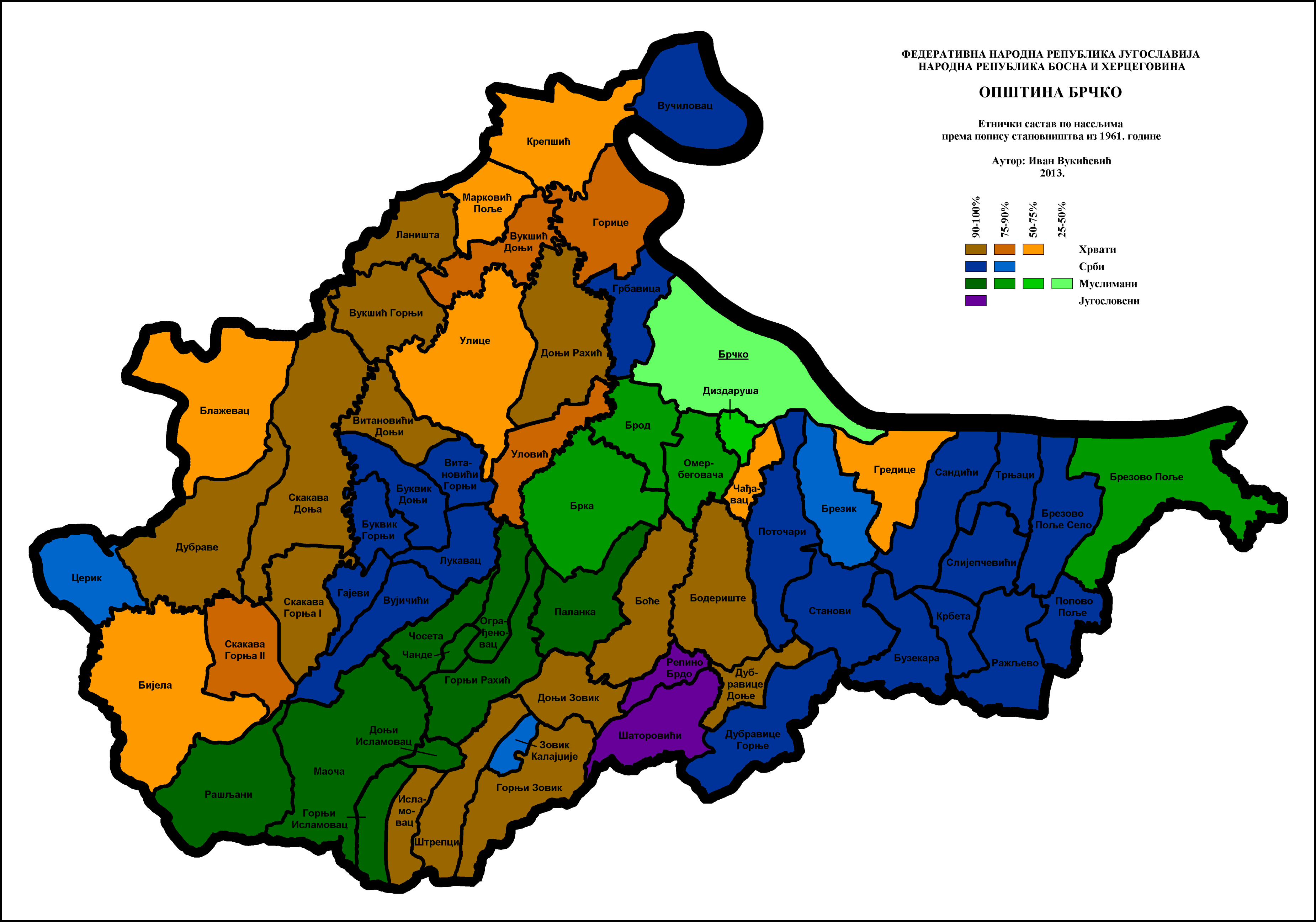
Brčko estrutura étnica por assentamentos 1961
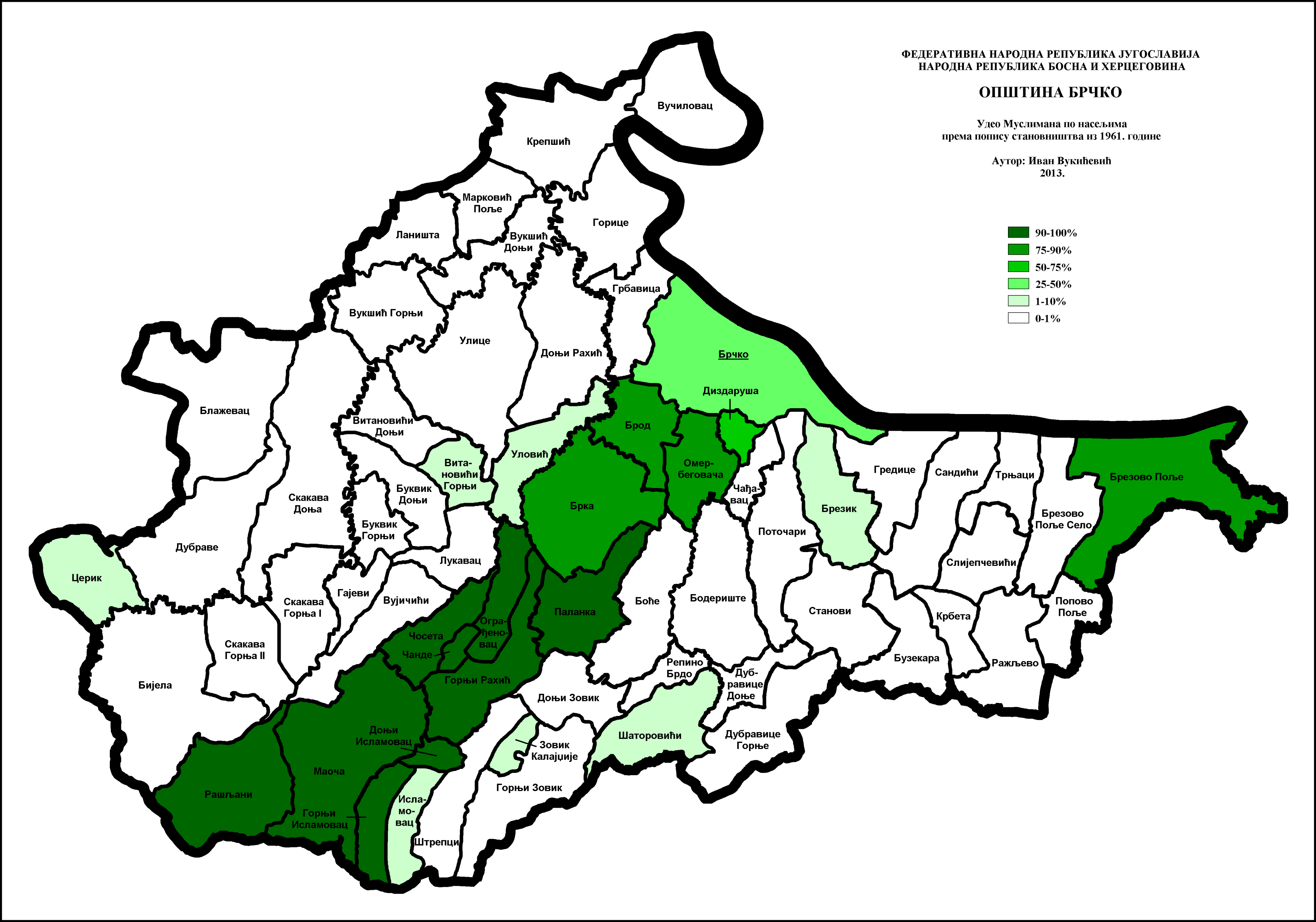
Proporção de bósnios em Brčko por assentamentos 1961
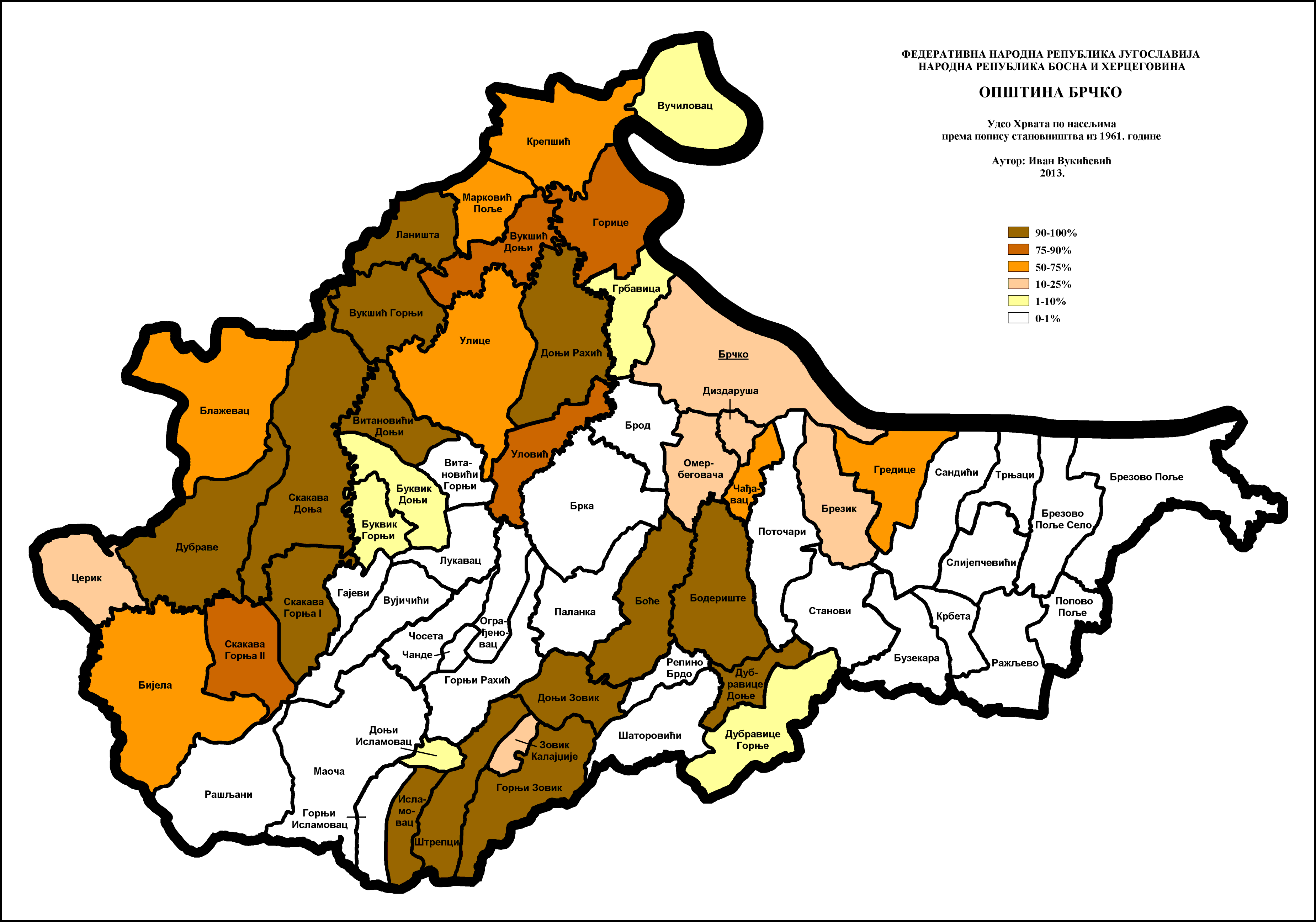
Proporção de croatas em Brčko por assentamentos 1961
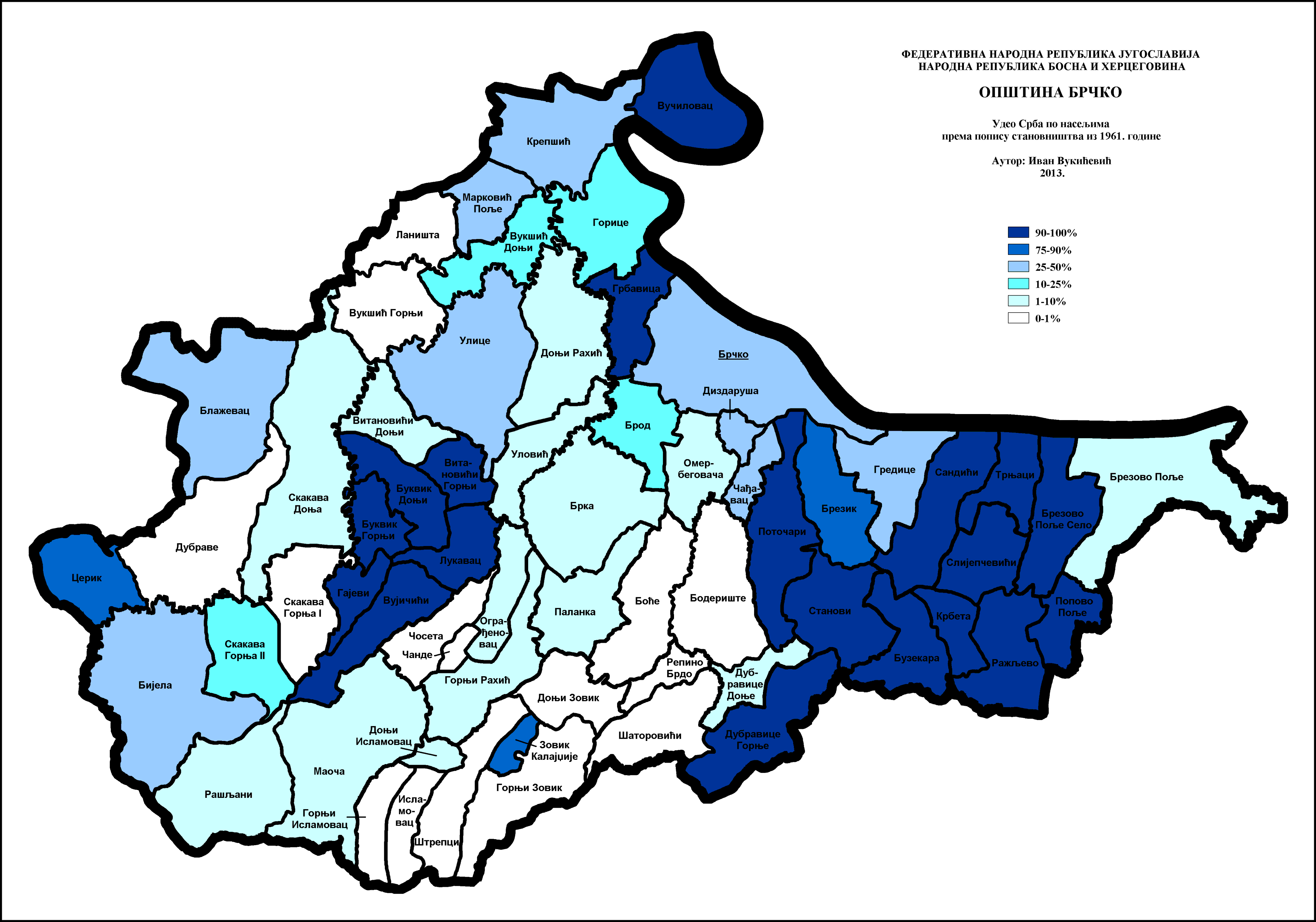
Proporção de sérvios em Brčko por assentamentos 1961

censo de 1971

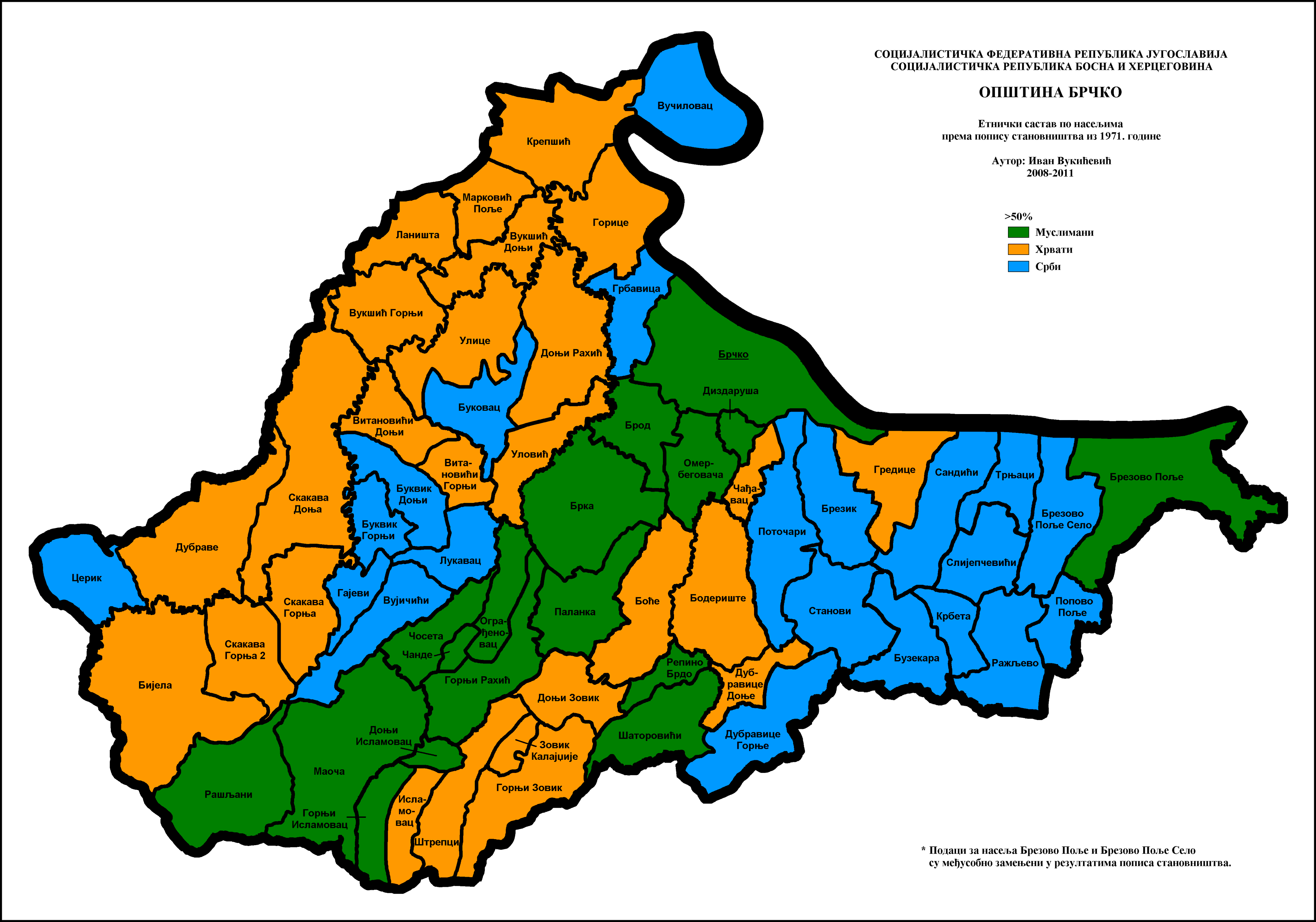
Brčko estrutura étnica por assentamentos 1971
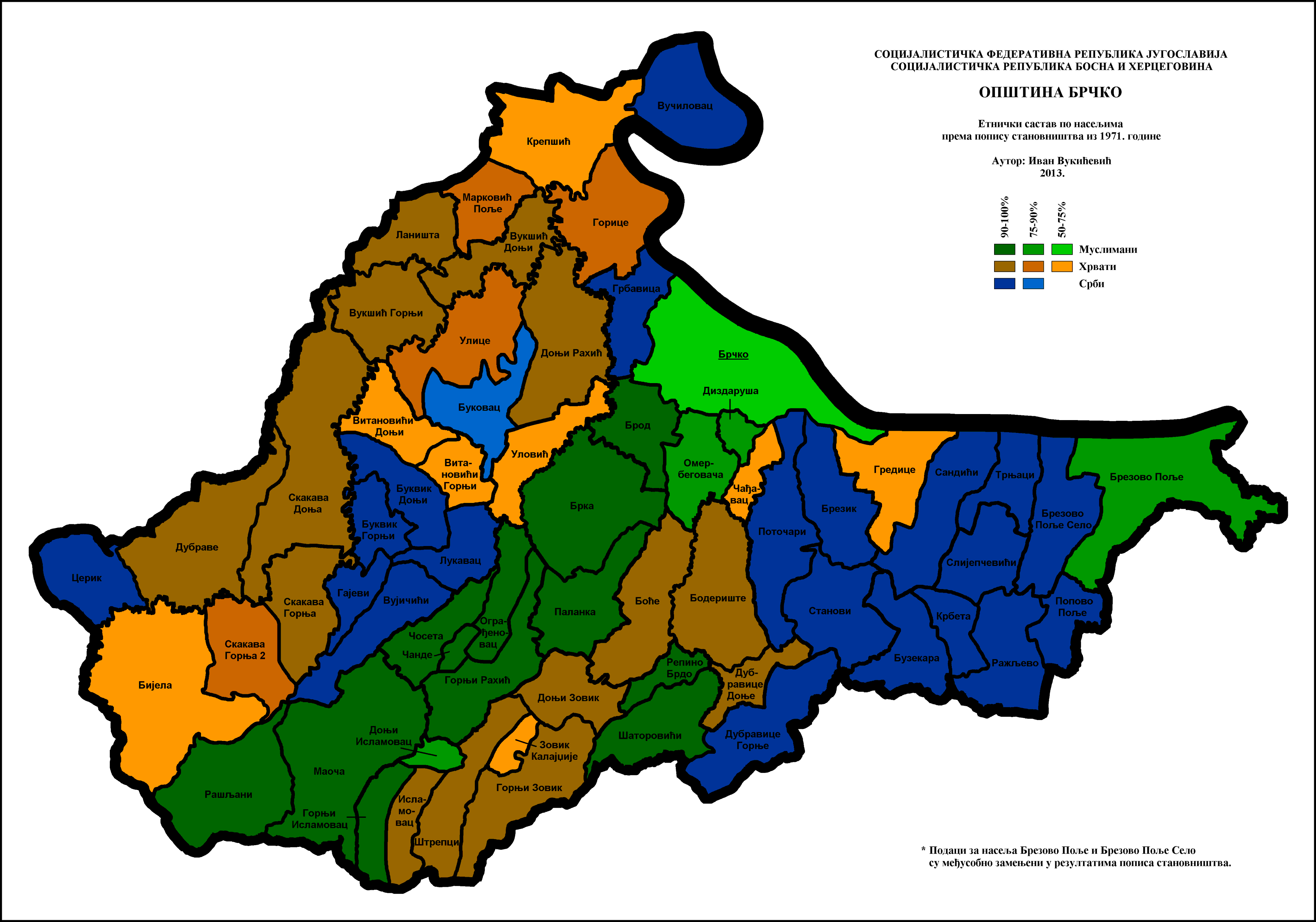
Brčko estrutura étnica por assentamentos 1971
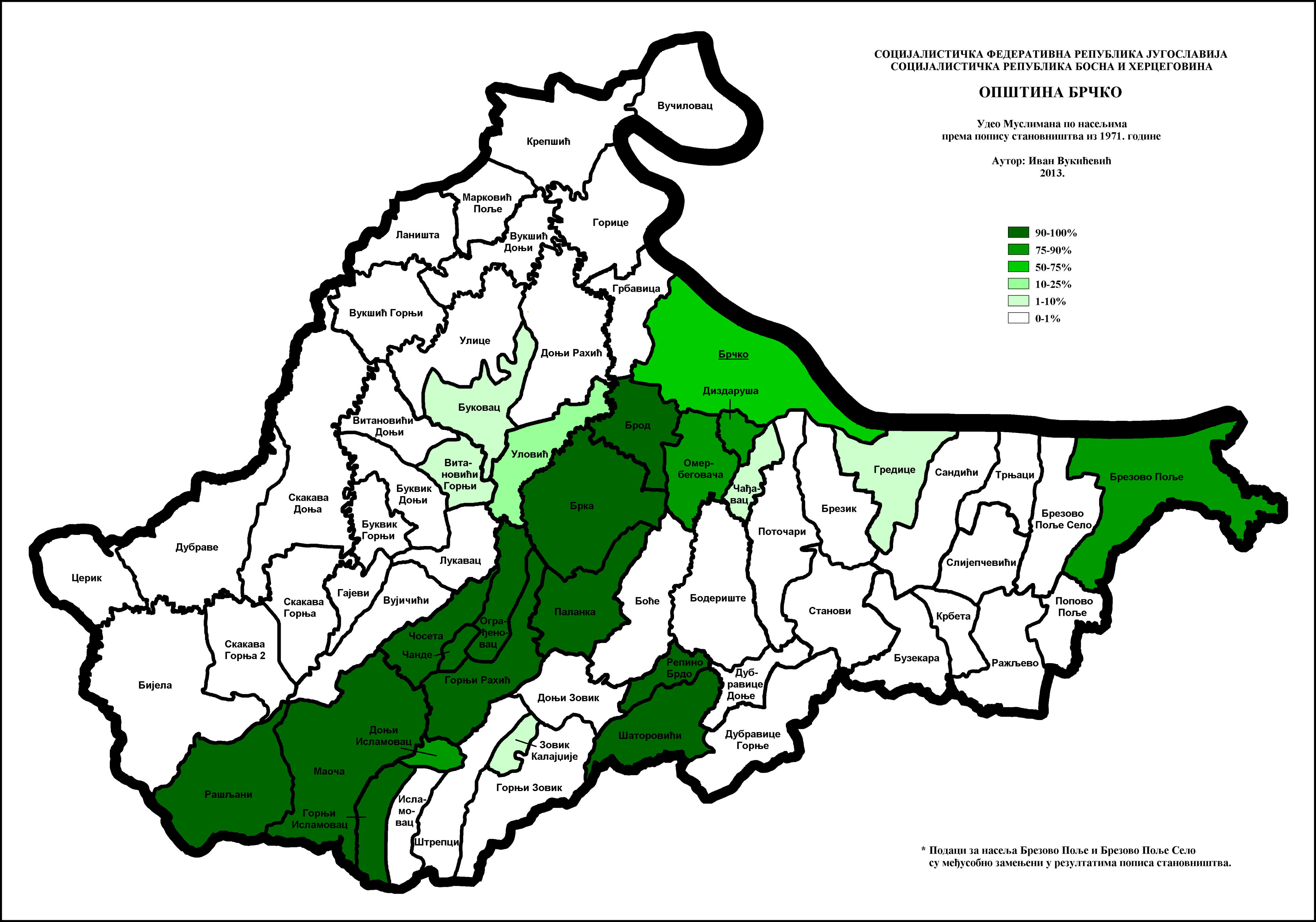
Proporção de bósnios em Brčko por assentamentos 1971
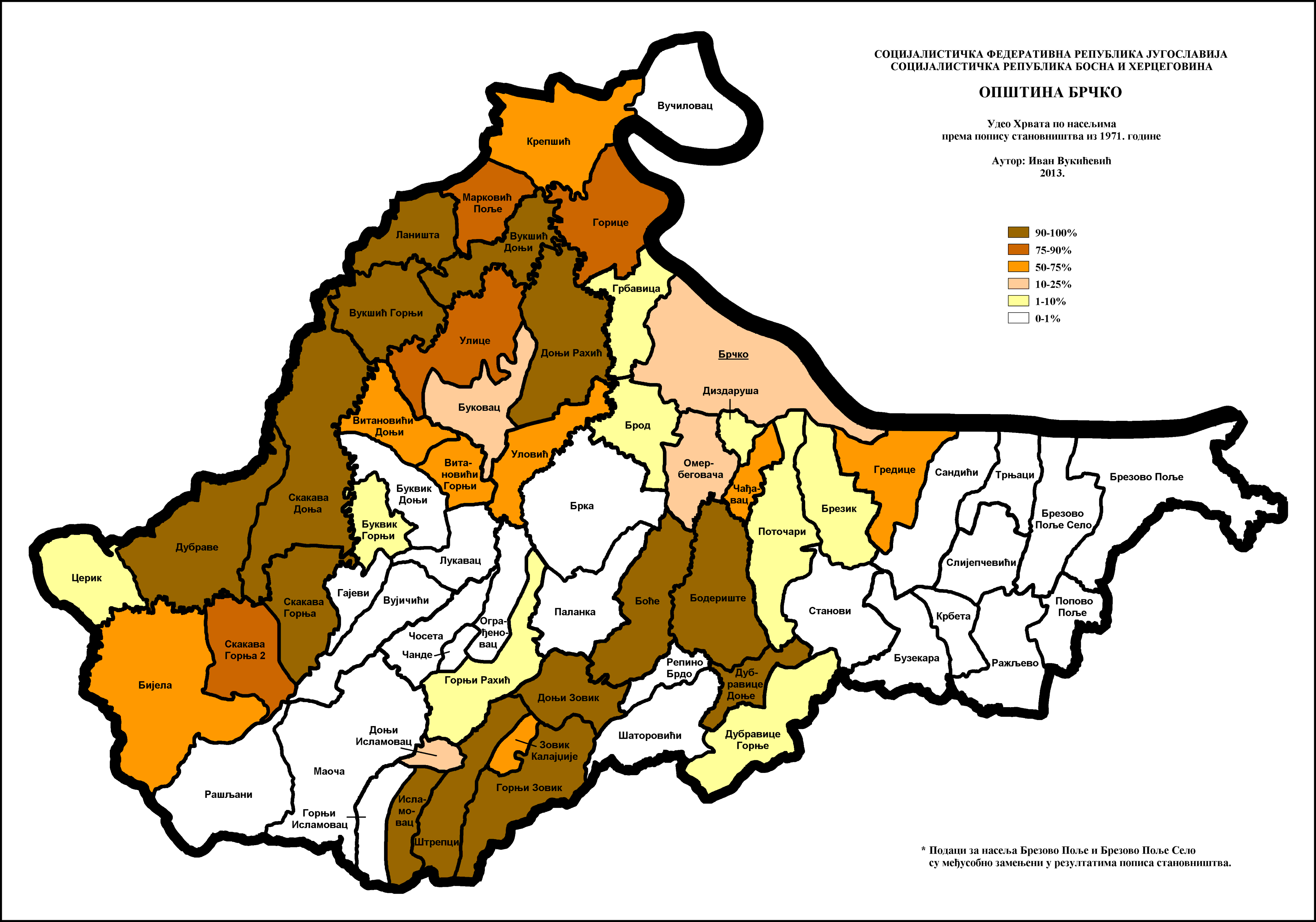
Proporção de croatas em Brčko por assentamentos 1971
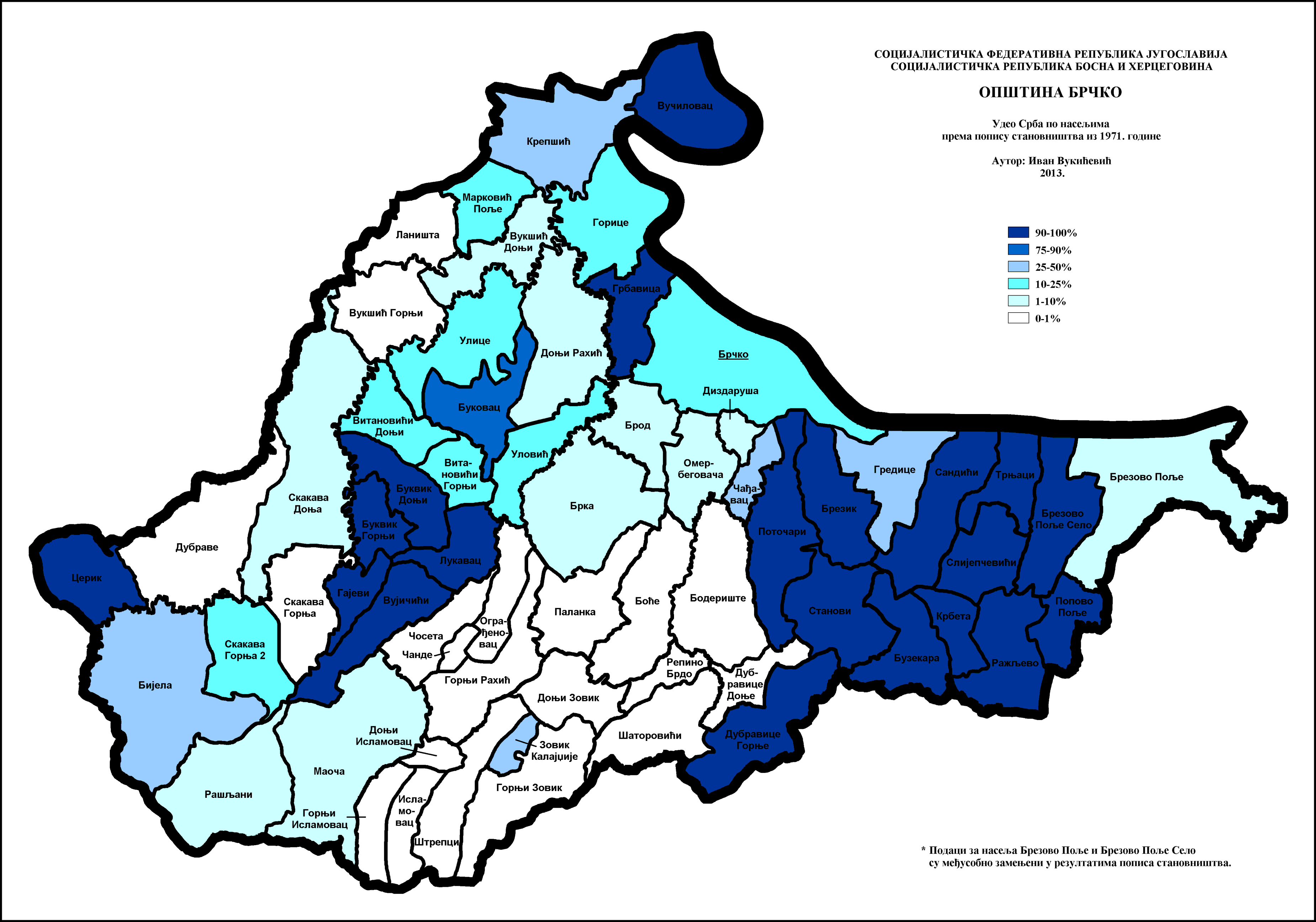
Proporção de sérvios em Brčko por assentamentos 1971

censo de 1981

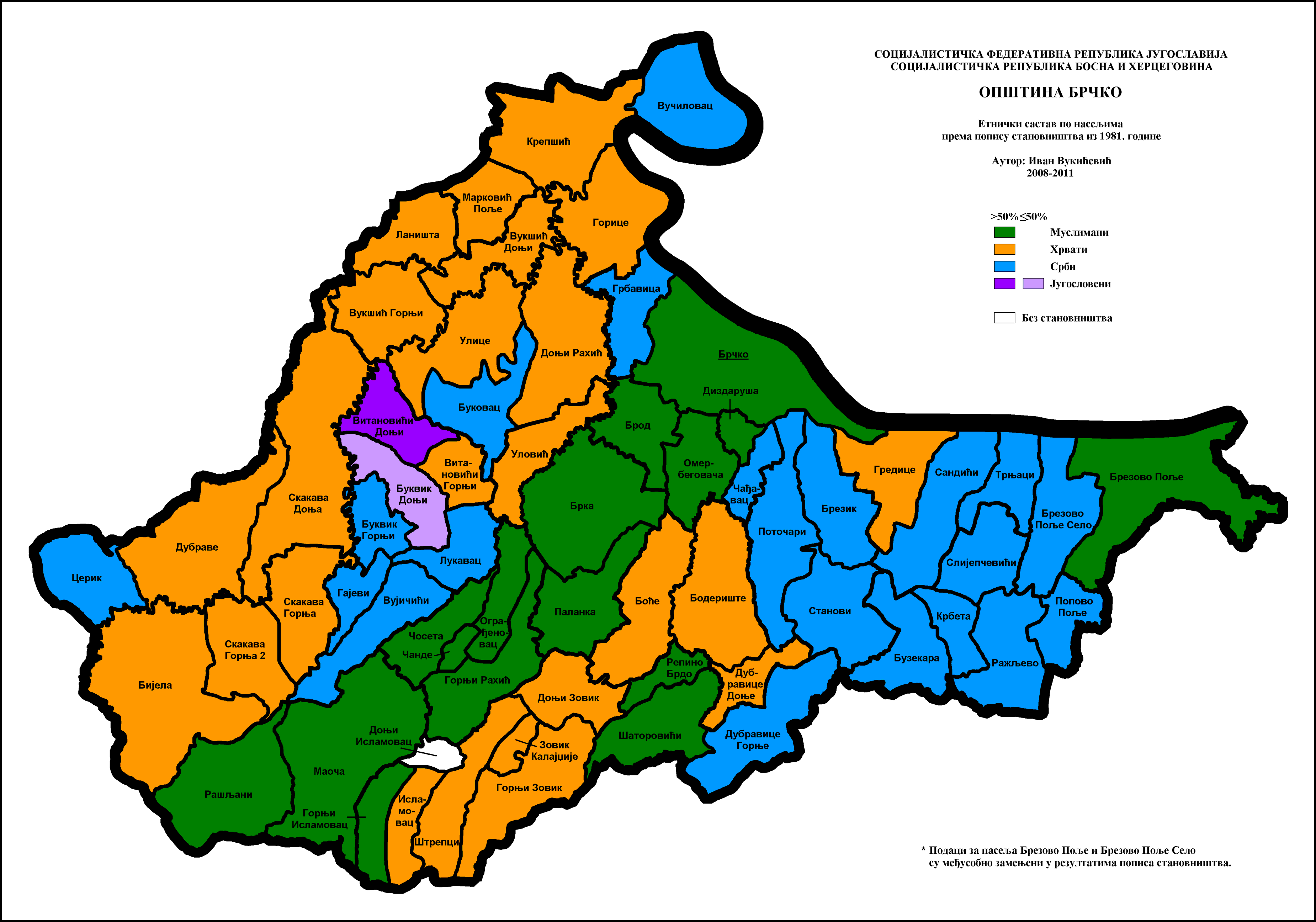
Brčko estrutura étnica por assentamentos 1981
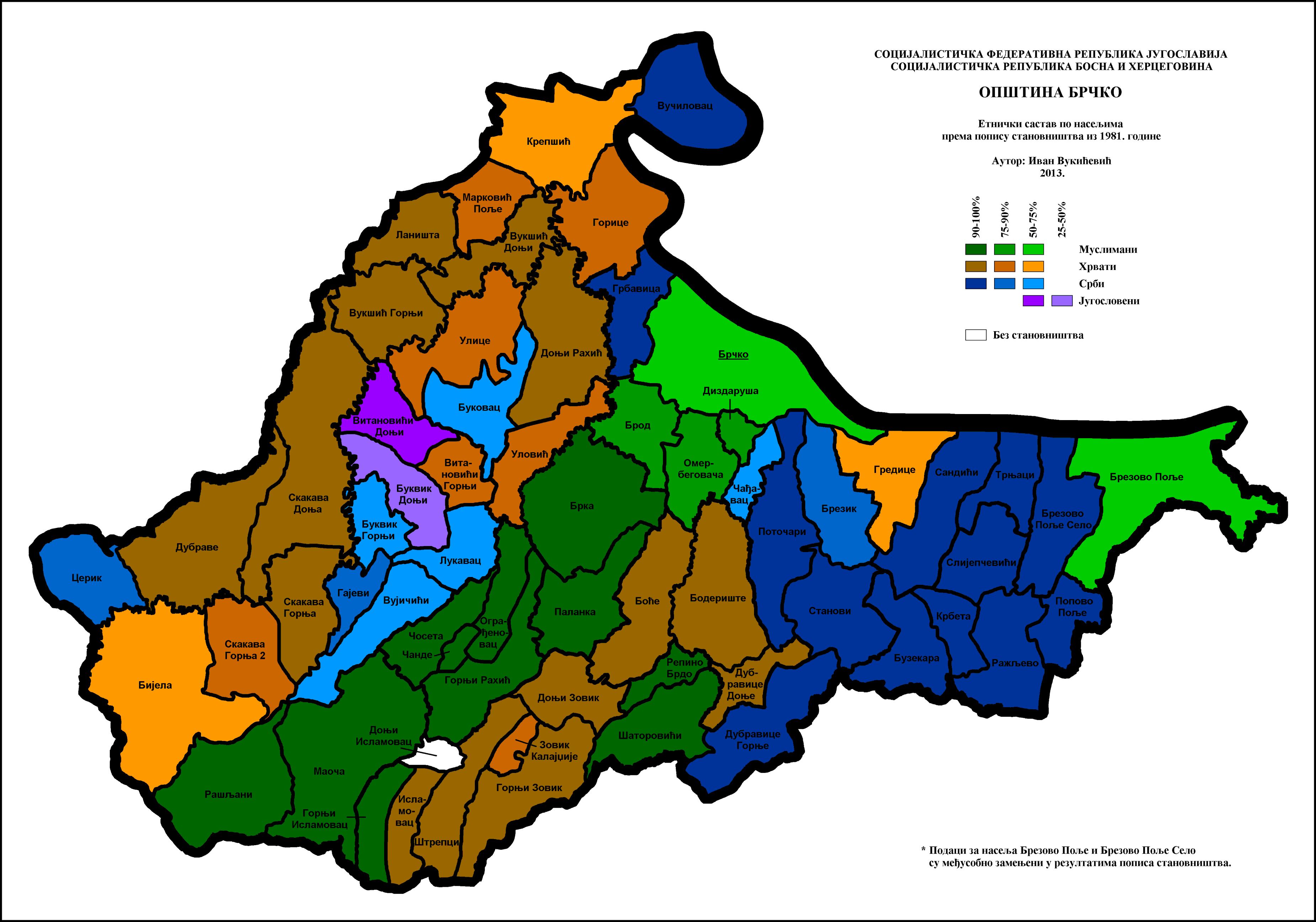
Brčko estrutura étnica por assentamentos 1981
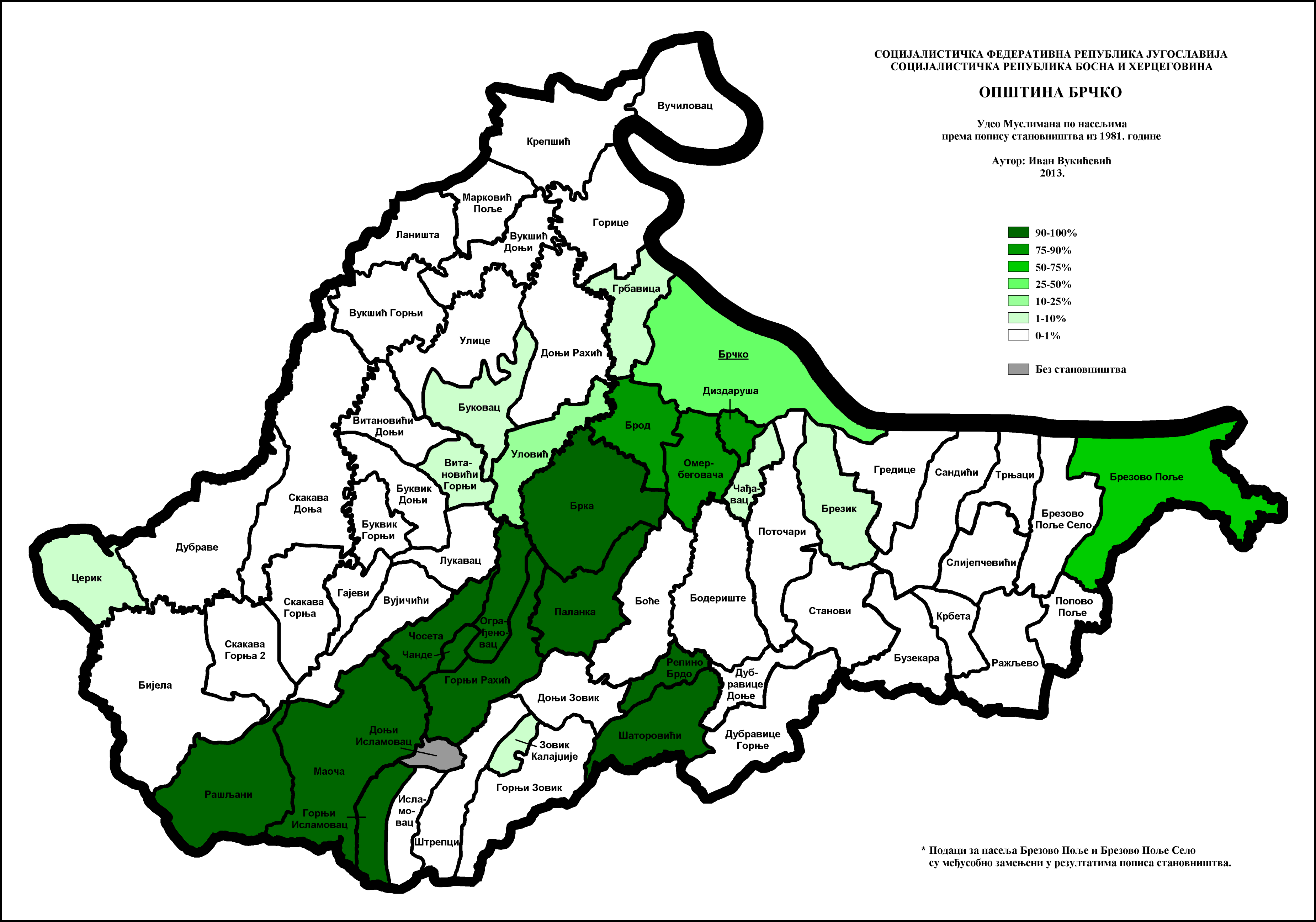
Proporção de bósnios em Brčko por assentamentos 1981
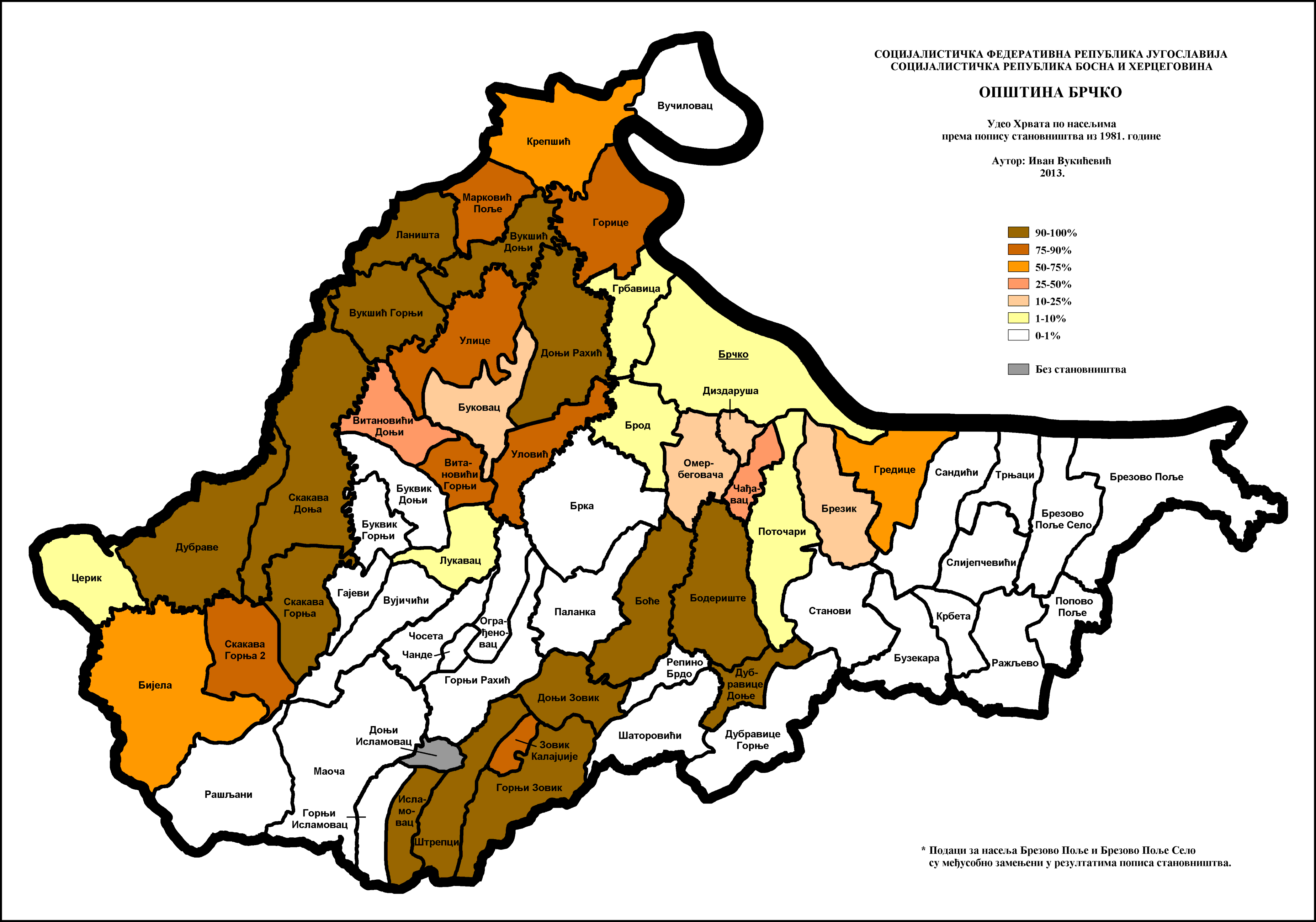
Proporção de croatas em Brčko por assentamentos 1981
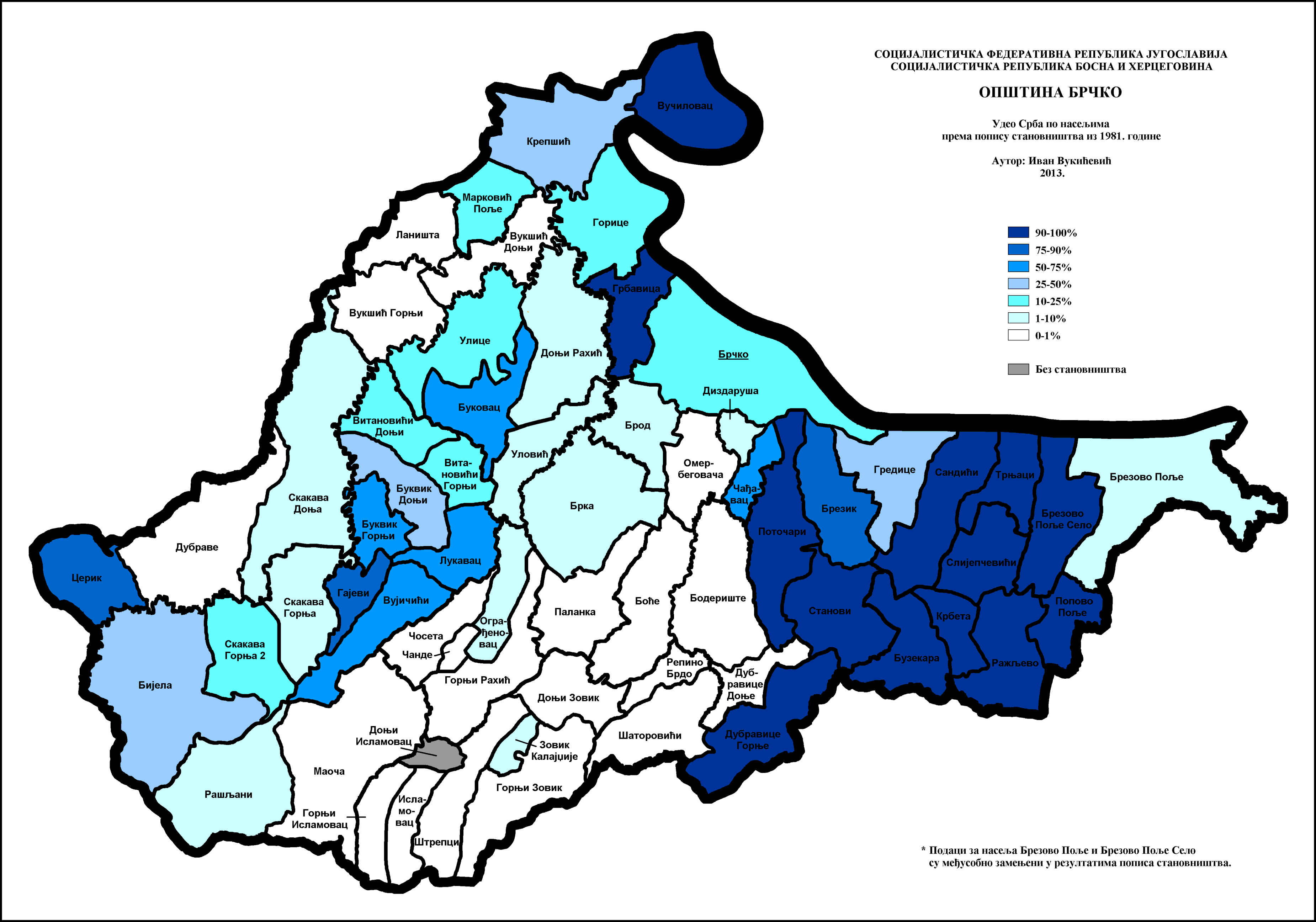
Proporção de sérvios em Brčko por assentamentos 1981

censo de 1991

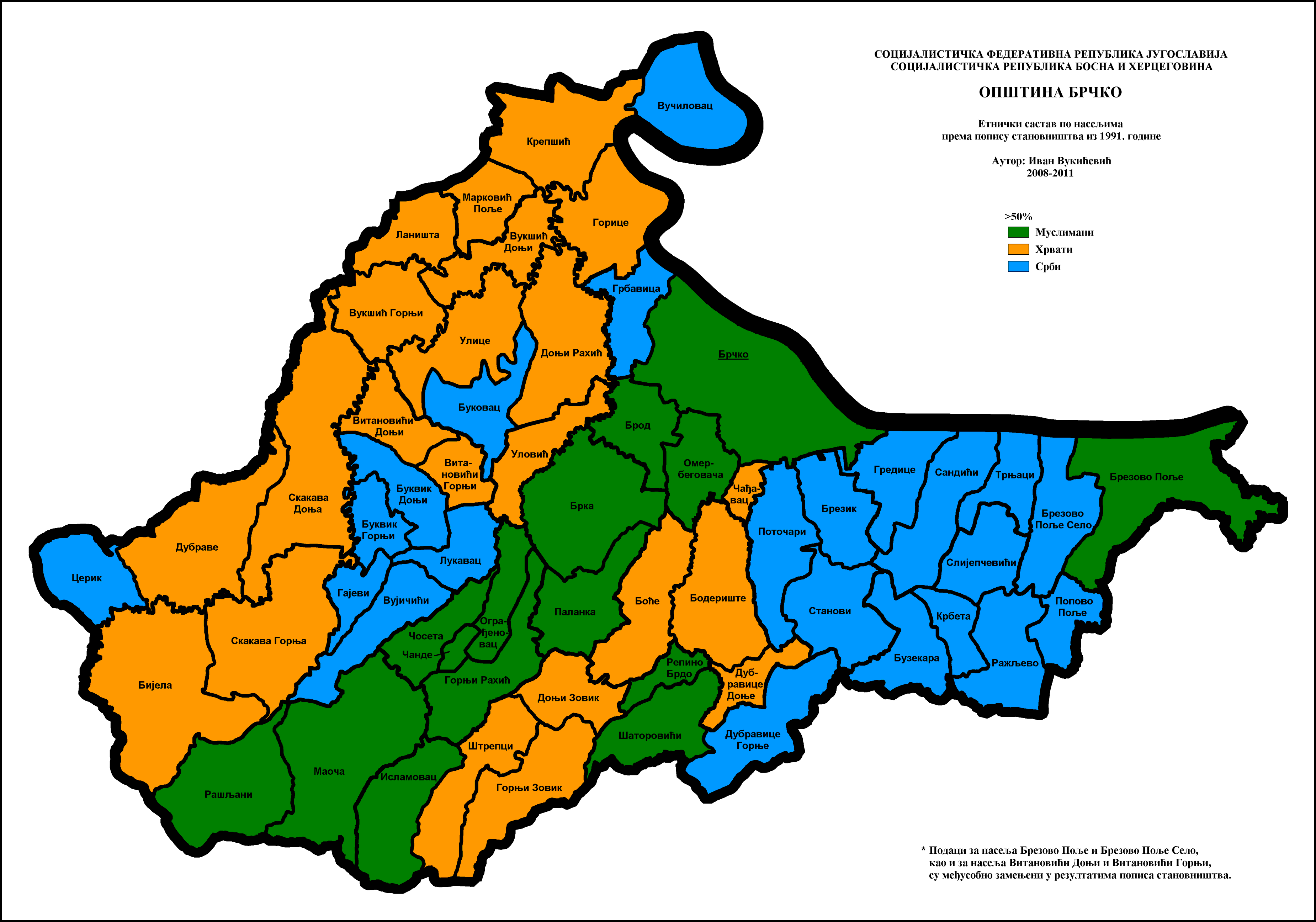
Brčko estrutura étnica por assentamentos 1991
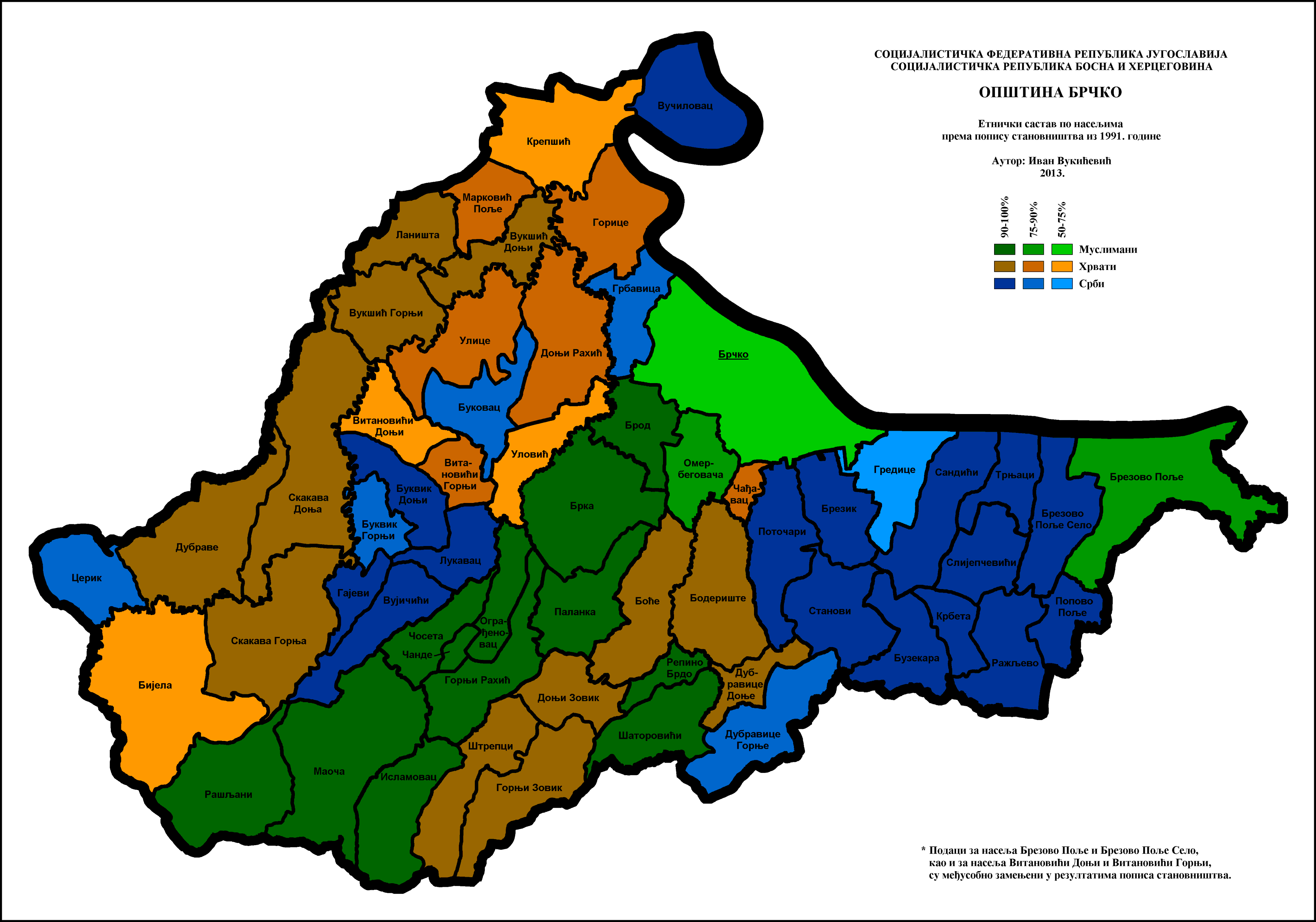
Brčko estrutura étnica por assentamentos 1991
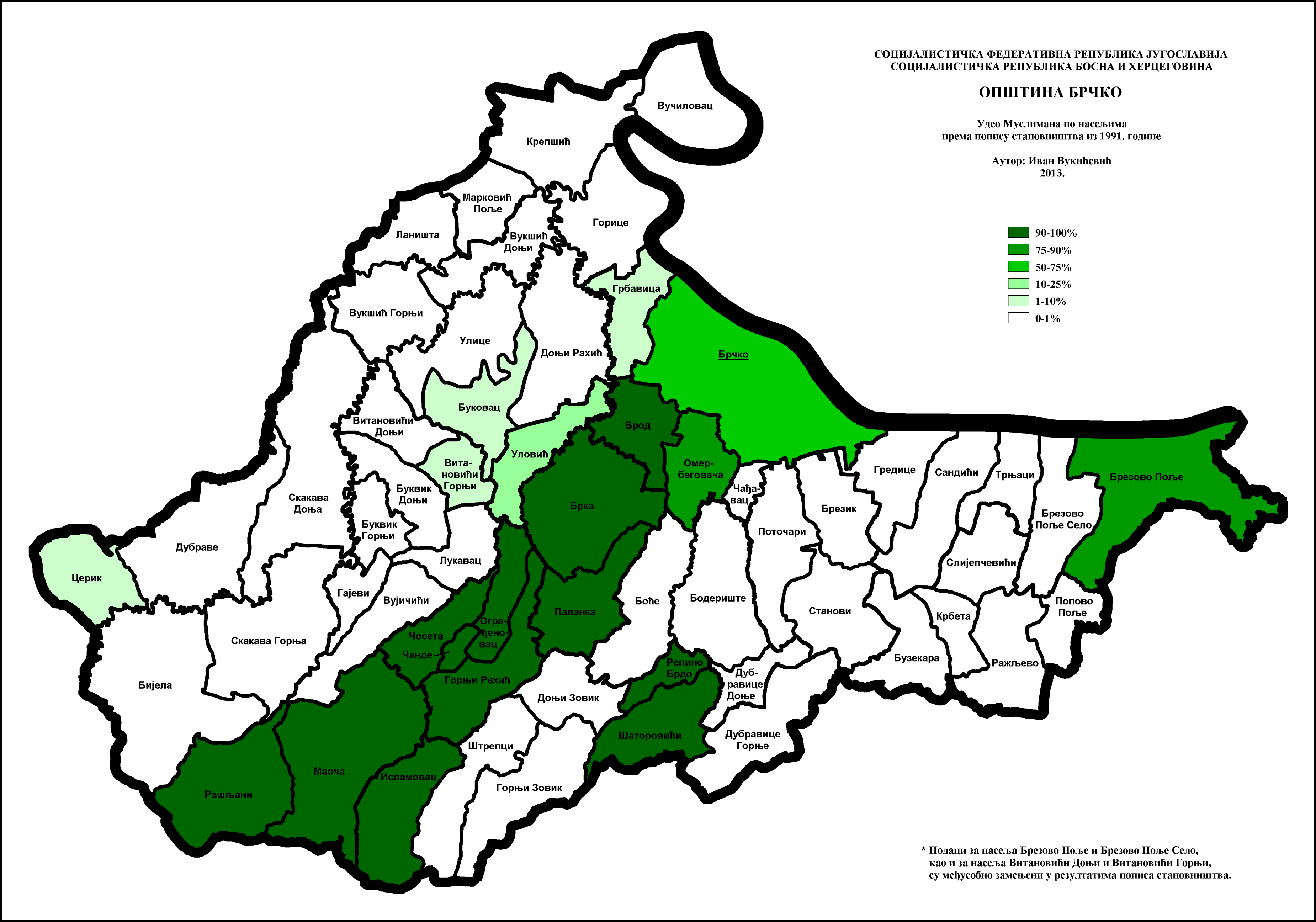
Proporção de bósnios em Brčko por assentamentos 1991
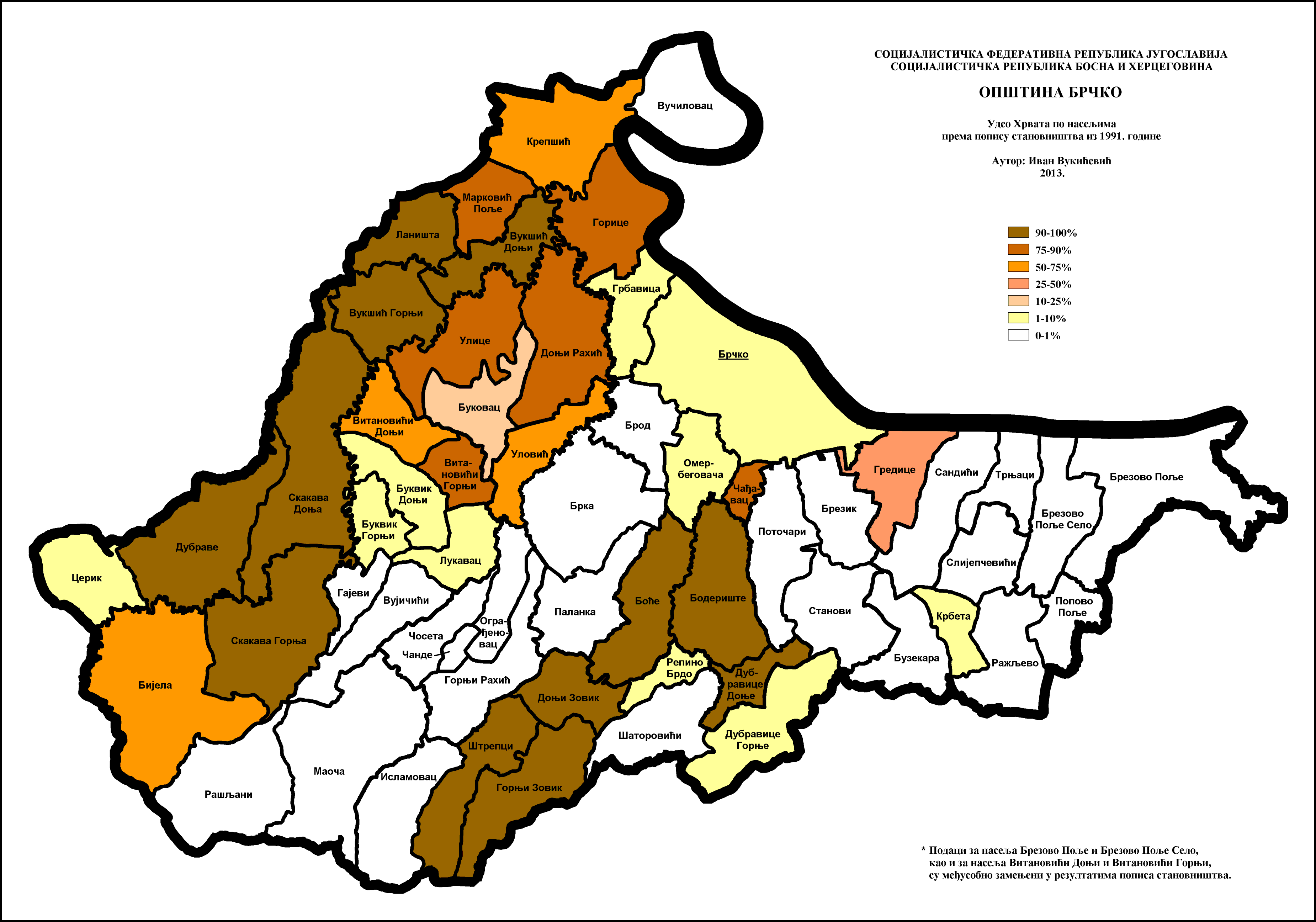
Proporção de croatas em Brčko por assentamentos 1991
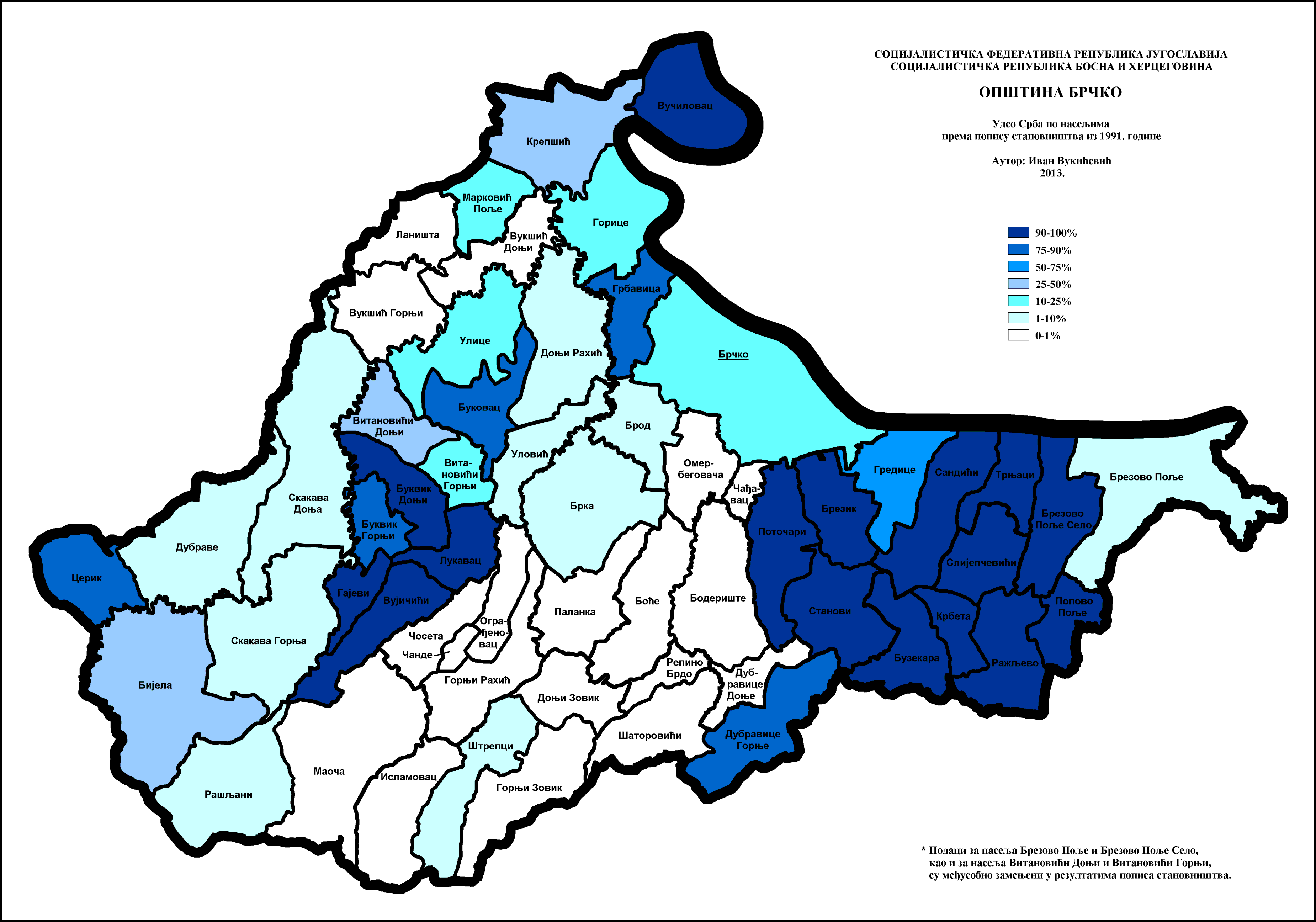
Proporção de sérvios em Brčko por assentamentos 1991

censo de 2013

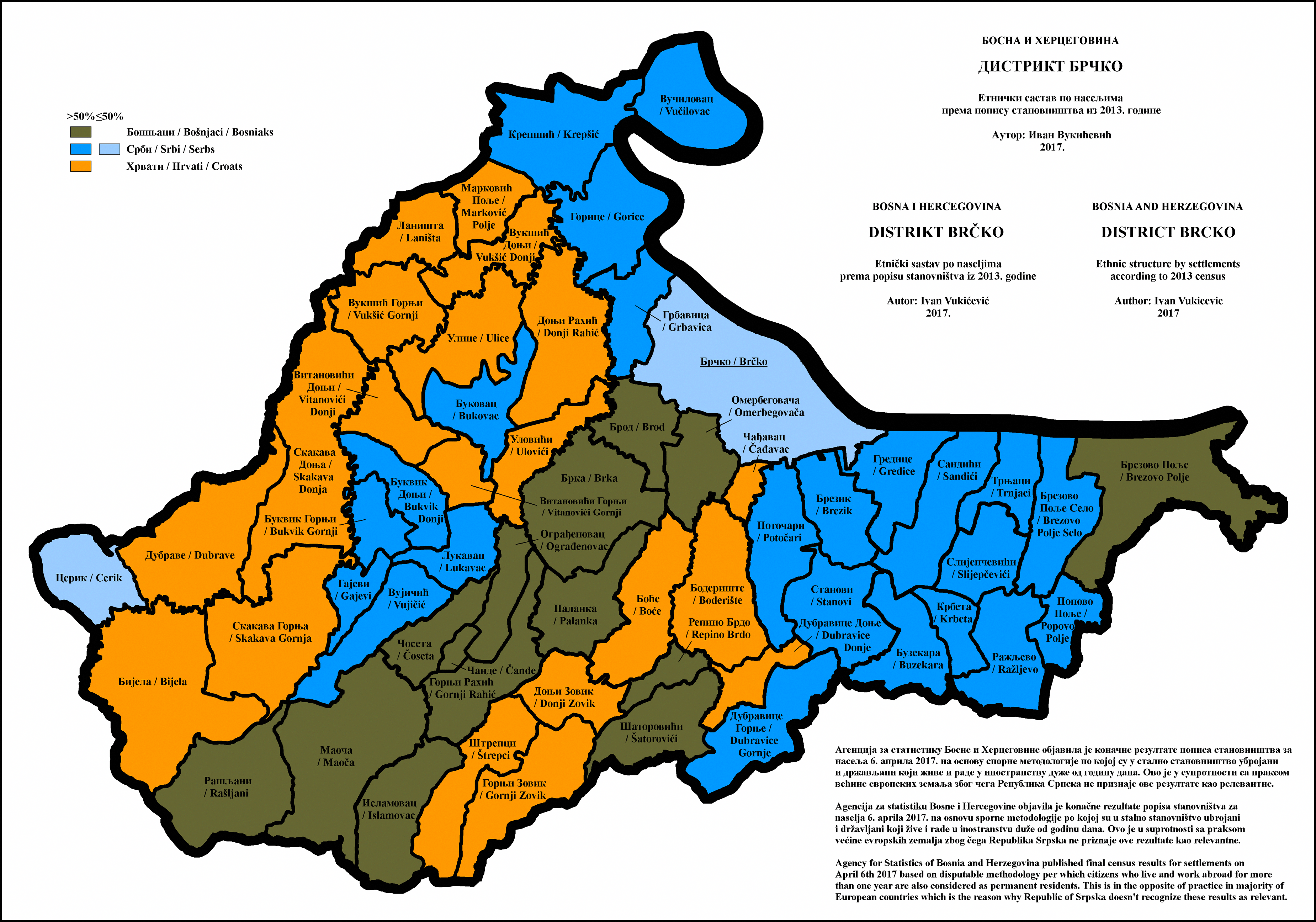
Brčko estrutura étnica por assentamentos 2013
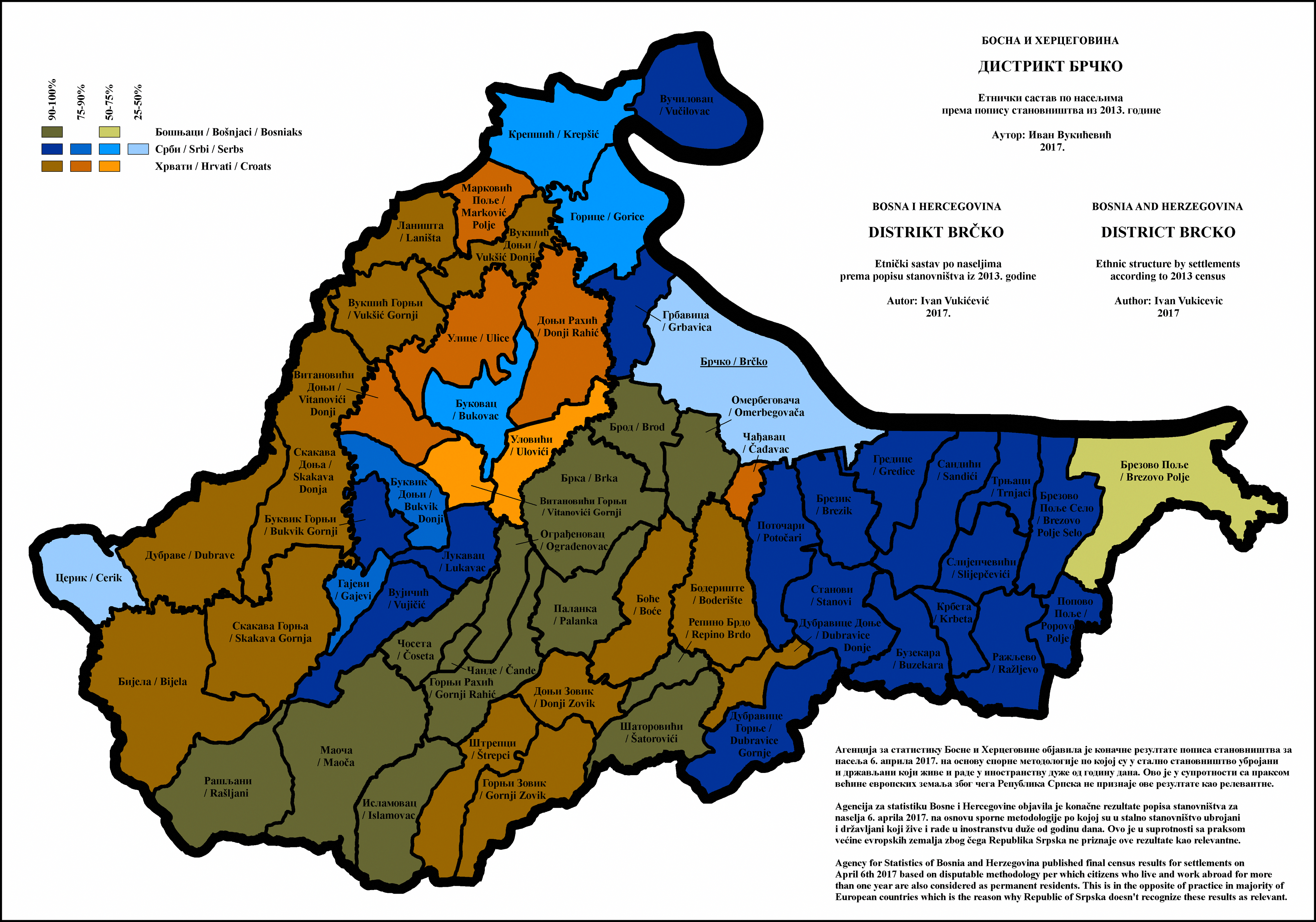
Brčko estrutura étnica por assentamentos 2013
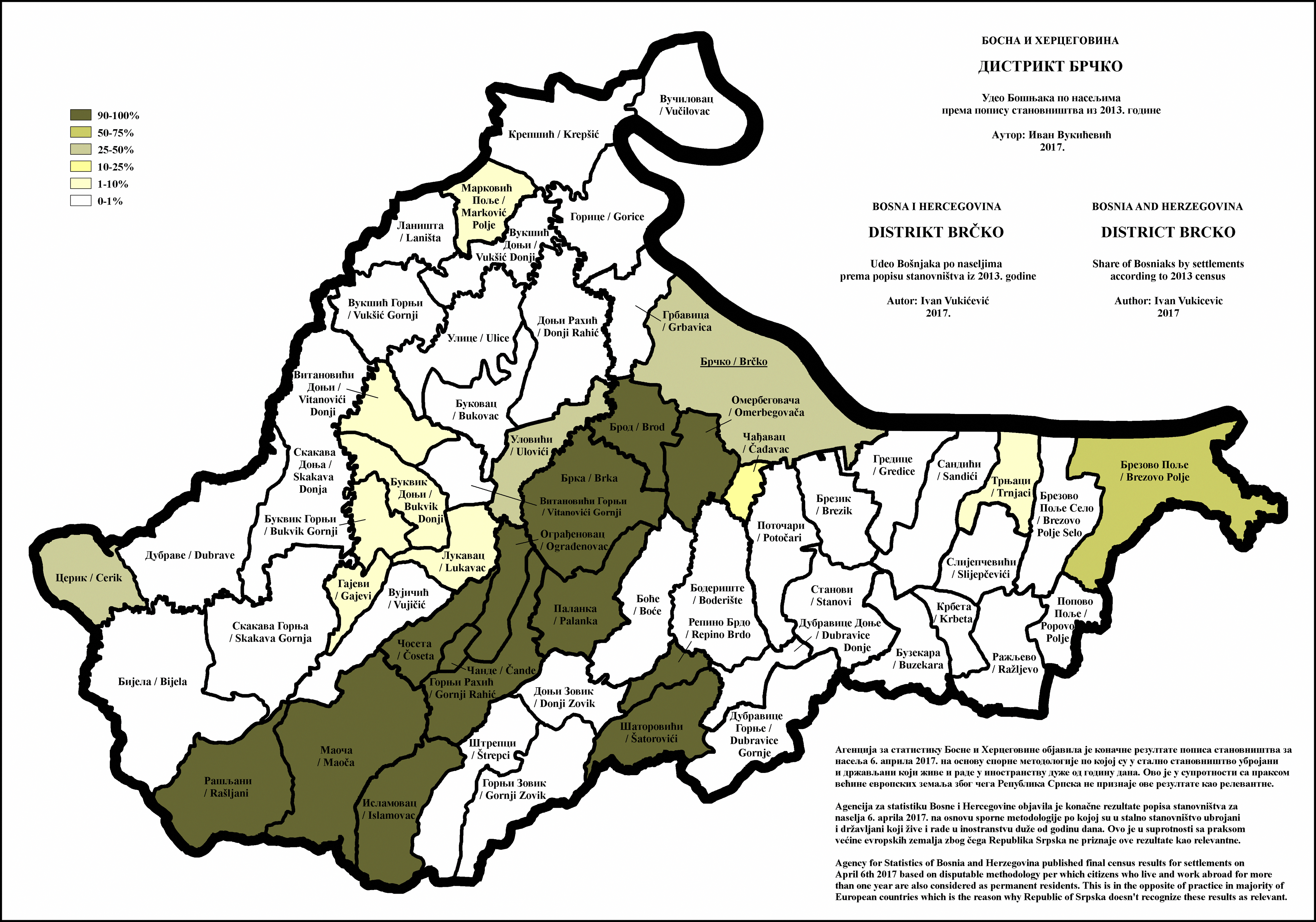
Proporção de bósnios em Brčko por assentamentos 2013
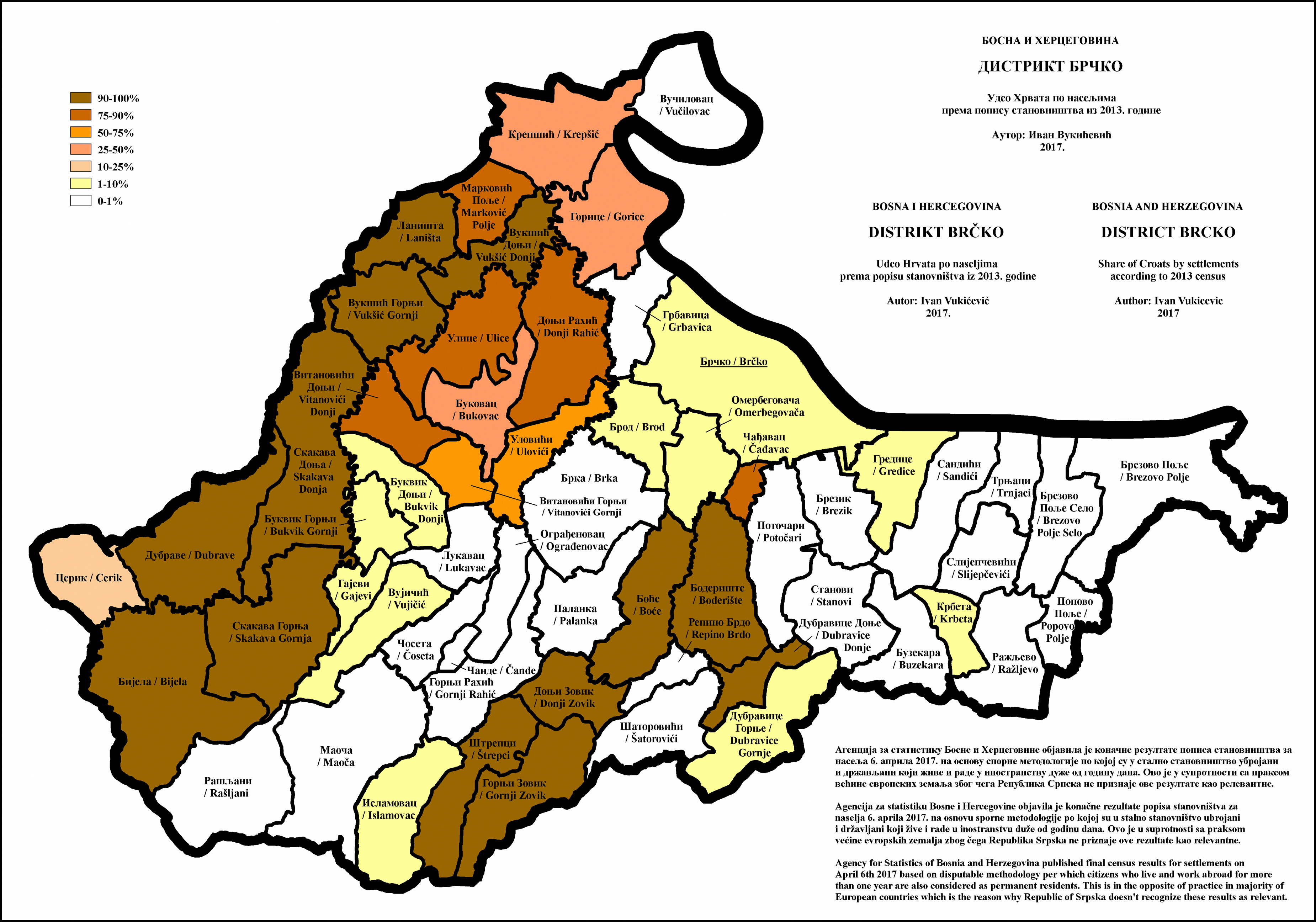
Proporção de croatas em Brčko por assentamentos 2013
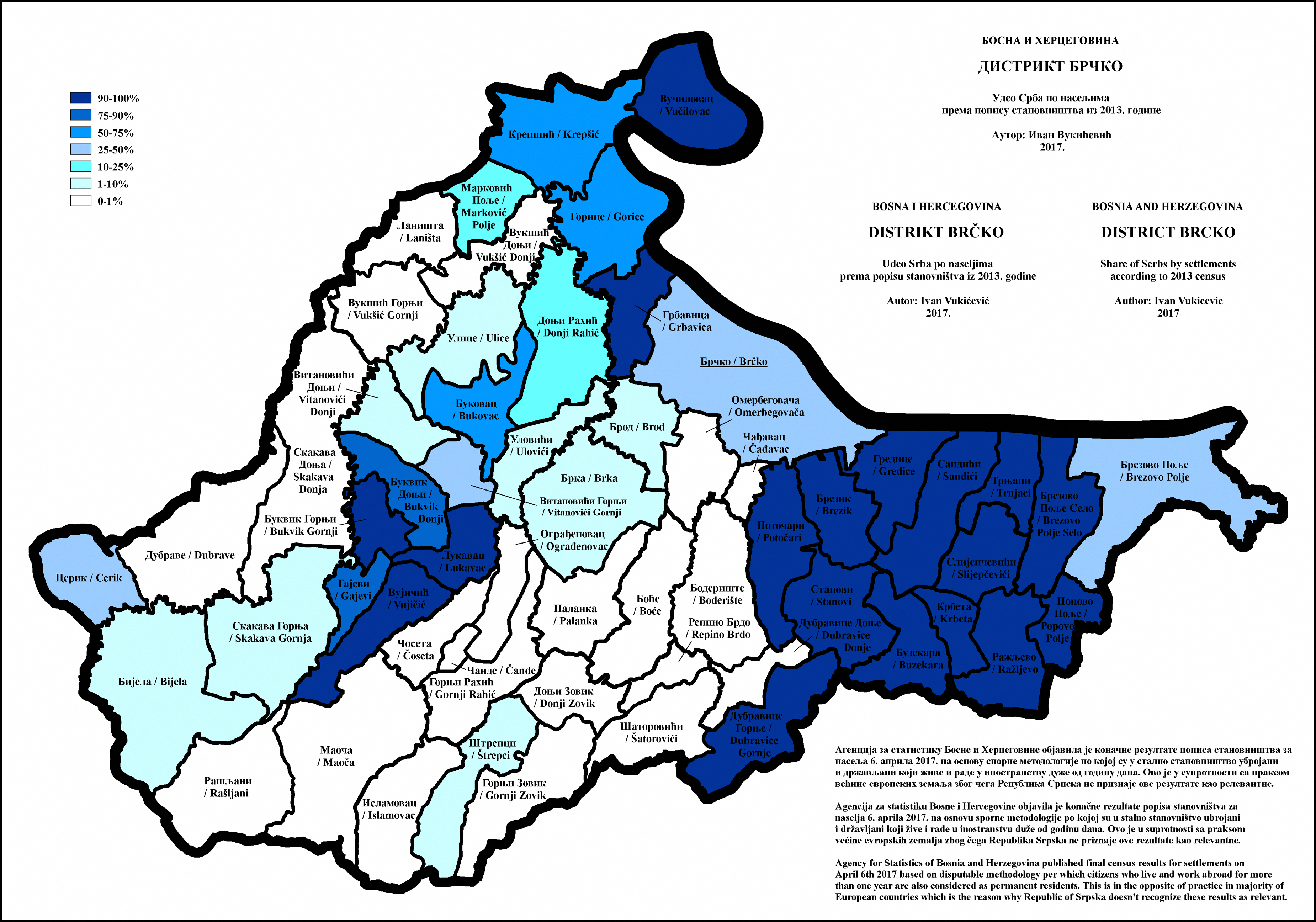
Proporção de sérvios em Brčko por assentamentos 2013

## Localidades
O distrito de Brčko tem 59 localidades:
{{colunas|número=5|
- Bijela
- Boće
- Boderista
- Brčko
- Brezik
- Brezovo Polje
- Brezovo Polje Selo
- Brka
- Brod
- Bukovac
- Bukvik Donji
- Bukvik Gornji
- Buzekara
- Cerik
- Čađavac
- Cande
- Čoseta
- Donji Rahić
- Donji Zovik
- Dubrave
- Dubravice Donje
- Dubravice Gornje
- Gajevi
- Gorice
- Gornji Rahić
- Gornji Zovik
- Grbavica
- Gredice
- Islamovac
- Krbeta
- Krepšić
- Laništa
- Lukavac
- Maoča
- Markovic Polje
- Ograđenovac
- Omerbegovača
- Palanka
- Polvo Popular
- Potočari
- Rašljani
- Ražljevo
- Repino Brdo
- Sandici
- Skakava Donja
- Skakava Gornja
- Slijepčevići
- Stanovi
- Šatorovići
- Štrepci
- Trnjaci
- Ulice
- Ulović
- Vitanovići Donji
- Vitanovići Gornji
- Vucilovac
- Vujičići
- Vukšić Donji
- Vuksic Gornji

## Governo e Política
Existem 29 lugares na Assembleia Distrital de Brčko. Os assentos são distribuídos da seguinte forma para cada partido:
- 6 cadeiras do Partido Democrático da Sérvia
- 5 cadeiras do Partido Social Democrata
- 4 cadeiras do Partido de Ação Democrática
- 3 assentos na União Democrática Croata
- 3 assentos do Partido para a Bósnia e Herzegovina
- 2 assentos na Aliança dos Sociais Democratas Independentes
- 2 cadeiras do Partido Camponês Croata
- 2 assentos do Partido Socialista da Republika Srpska
- 1 assento do Partido Democrático
- 1 vaga de candidato independente

Por etnia:
- 13 Bosnian
- 11 Sérvios
- 5 Croata

## Supervisores
Um supervisor internacional foi nomeado para o distrito de Brčko. Também exerce as funções de Adjunto Alto Representante. Este cargo foi suspenso em 2012. Exerceram este cargo os seguintes supervisores:
1. USA Robert William Farrand,7 de março 1997 - 2 de junho 2000
2. USA Gary L. Matthews, 2 de junho 2000 - 14 de março 2001
3. GER Gerhard Sontheim, 14 de março 2001 - 20 de abril 2001 (interino)
4. USA Henry Lee Clarke, 20 de abril 2001 - 1 de outubro 2003
5. GER Gerhard Sontheim, 1 de outubro 2003 - 16 de janeiro 2004 (interino)
6. USA Susan Rockwell Johnson, 16 de janeiro 2004 - 1 de outubro 2006
7. USA Raffi Gregorian, 1 de outubro 2006 - 2 de agosto 2010
8. GER Gerhard Sontheim, 2 de agosto 2010 - 22 de setembro 2010 (interino)
9. USA Roderick Moore, 22 de setembro 2010 - ?

## Prefeitos
Os seguintes prefeitos estiveram no poder no distrito:
1. Miodrag Pajić (Sérvio) 1993 - 13 de novembro 1997
2. Borko Reljić (sérvio) 13 de novembro 1997 - 15 de abril 1999
3. Sinisa Kisić (Sérvio) 15 de abril 1999 - 12 de novembro 2003
4. Ivan Krndelj (croata) 12 de novembro 2003 - 3 de dezembro 2003
5. Branko Damjanac (Sérvio) 3 de dezembro 2003 - 8 de dezembro 2004
6. Mirsad Djapo (Bosniak) 8 de dezembro 2004 - 12 de fevereiro 2009
7. Dragan Pajić (Sérvio) 12 de fevereiro 2009 - ?

## Pessoas excepcionais
- Edo Maaika — rapper
- Mladen Petrich  é um jogador de futebol internacional croata
- Vesna Pisarovych  é uma cantora pop
- Lepa Brena  é cantora
- Edvin Kanka Čudić  é um defensor dos direitos humanos da Bósnia
- Anil Dervišević — Dono do clube de vôlei "Denver-Area", técnico da seleção feminina de vôlei da Bósnia e Herzegovina
- Jenana Sheganovich  é pianista
- Anton Maglika  é um jogador de futebol croata
- Jasmin Imamovich  é um político
- Natasha Voynovich  é uma modelo sérvia
- Mato Tadic  é juiz
- Brankica Mykhailovych  é uma jogadora de vôlei sérvia, campeã mundial e europeia, medalhista de prata nos Jogos Olímpicos de Verão de 2016
- Ines Jankovic  é uma estilista sérvia
- Nikola Kovach  é um jogador profissional Counter-Strike: Global Offensive